# Títulos da Sociedade Esportiva Palmeiras

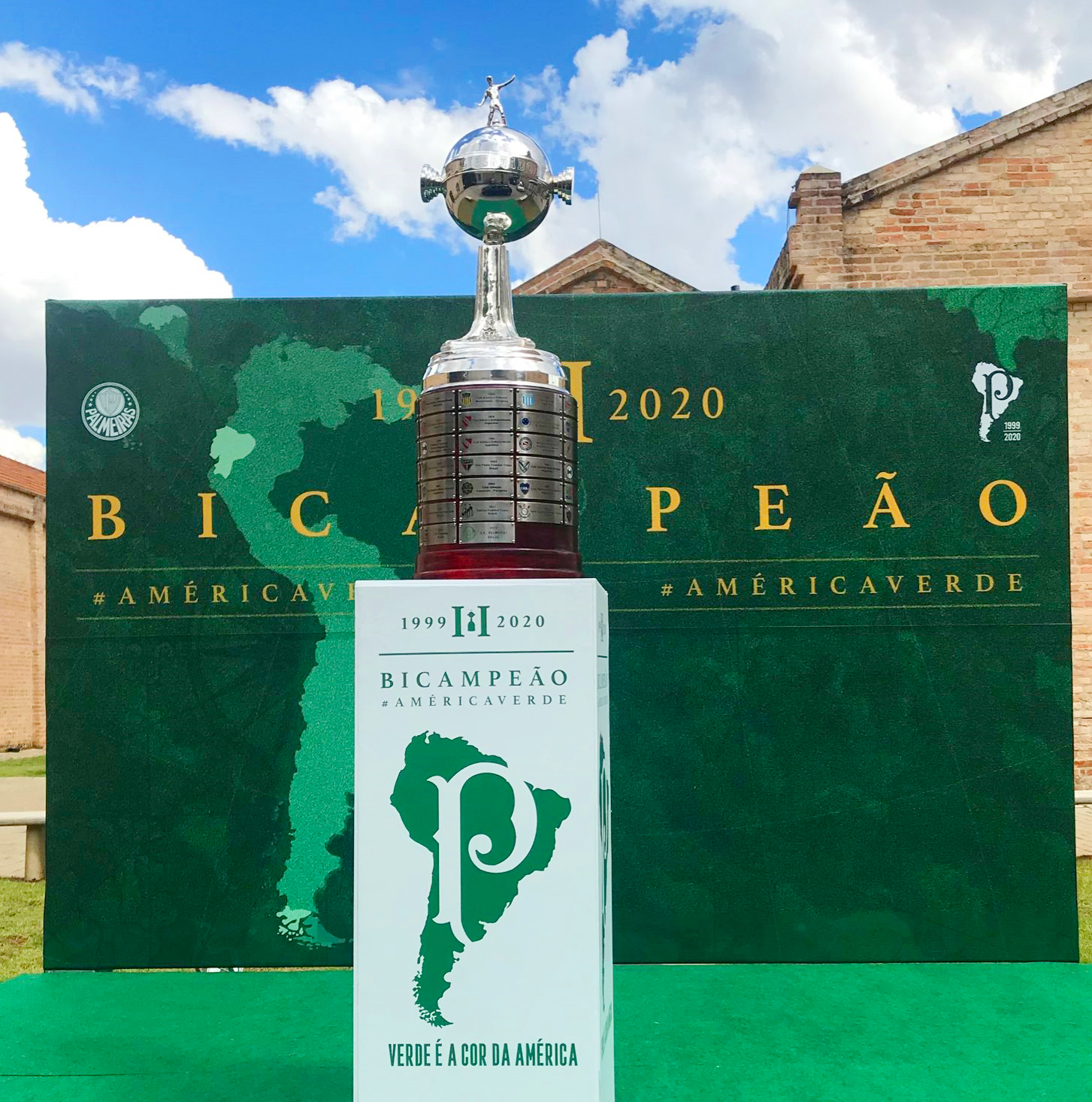
Copa Libertadores da América de 2020 conquistada pelo Palmeiras, em evento de exibição

A lista a seguir contém títulos da Sociedade Esportiva Palmeiras em todas as categorias esportivas. Estima-se que o Palmeiras tenha conquistado mais de 350 títulos somente no futebol, mais precisamente com a equipe principal.
Os títulos internacionais mais importantes conquistados no futebol pelo clube são as Copas Libertadores da América de 1999, 2020 e 2021, a Copa Mercosul de 1998 e a Copa Rio de 1951, considerada na época de sua disputa como um mundial de clubes de futebol e reconhecido como tal pela FIFA, por meio de seu Comitê Executivo em 2014. A entidade, no entanto, não reconhece esta última competição citada como um torneio FIFA e reforçou este posicionamento em outubro de 2017, quando reconheceu os vencedores da Copa Intercontinental como campeões mundiais, sem, também, promover a unificação da Copa Intercontinental com a sua competição anual até 2024, quando o torneio anual recebeu a nomenclatura de Copa Intercontinental, após a criação do quadrienal Mundial de Clubes FIFA.
Quando trata-se de títulos nacionais, o Palmeiras é o clube mais vitorioso do futebol brasileiro, com 18 conquistas deste porte: 12 Campeonatos Brasileiros (sendo o clube que mais vezes sagrou-se campeão brasileiro); 4 Copas do Brasil, uma Supercopa Rei e uma Copa dos Campeões. Pelo Campeonato Brasileiro, o Palmeiras também é o único clube a ser campeão em seis décadas diferentes (décadas de 1950, 1960, 1970, 1990, 2010 e 2020).

Já pelo Campeonato Paulista, o Palmeiras é o segundo clube que foi mais vezes campeão do torneio (26 vezes). Além dos 26 títulos contabilizados pela Federação Paulista de Futebol, o clube tem mais dois títulos extras da mesma competição.

## Futebol

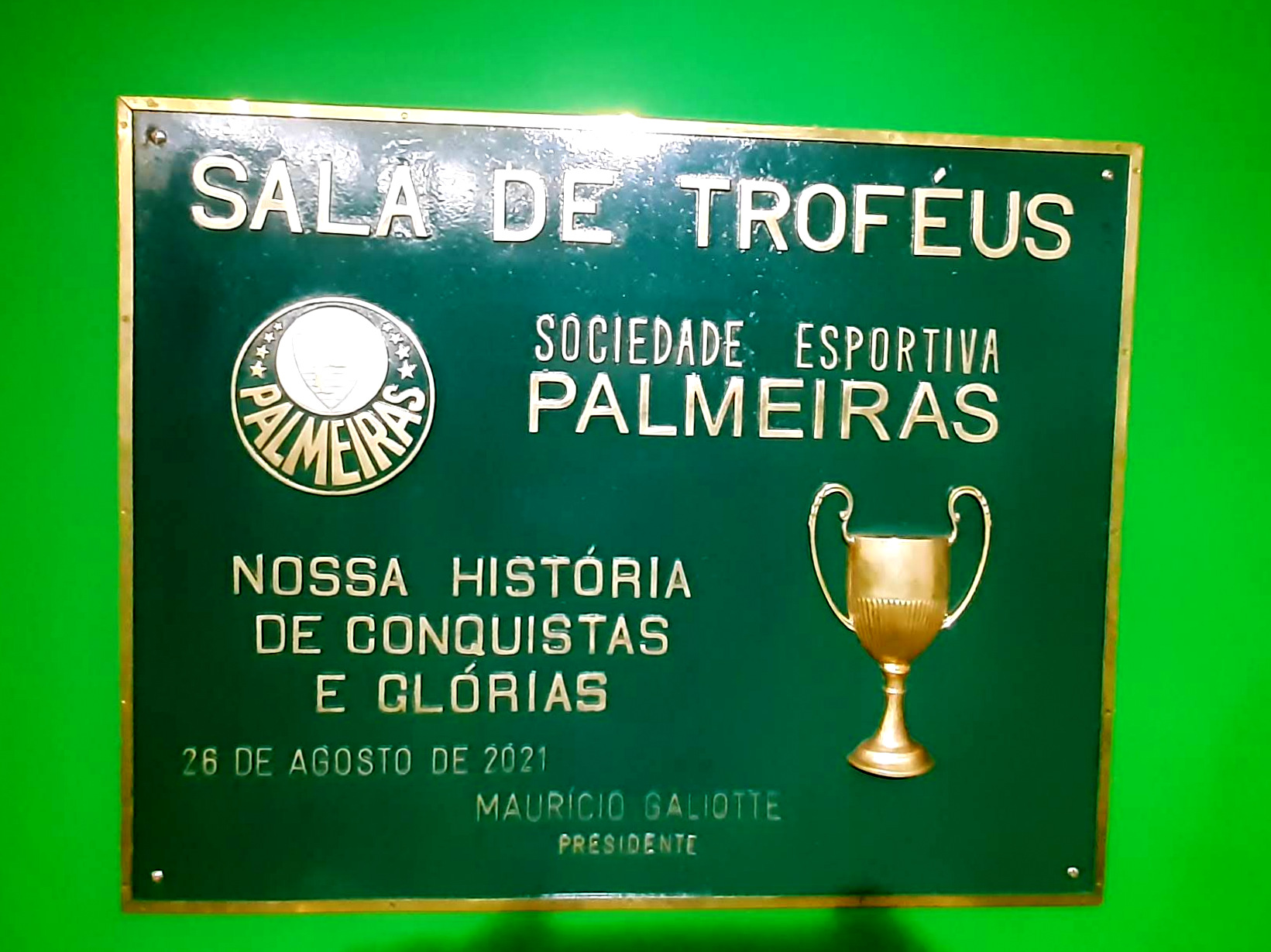
Placa de entrada da Sala de Troféus

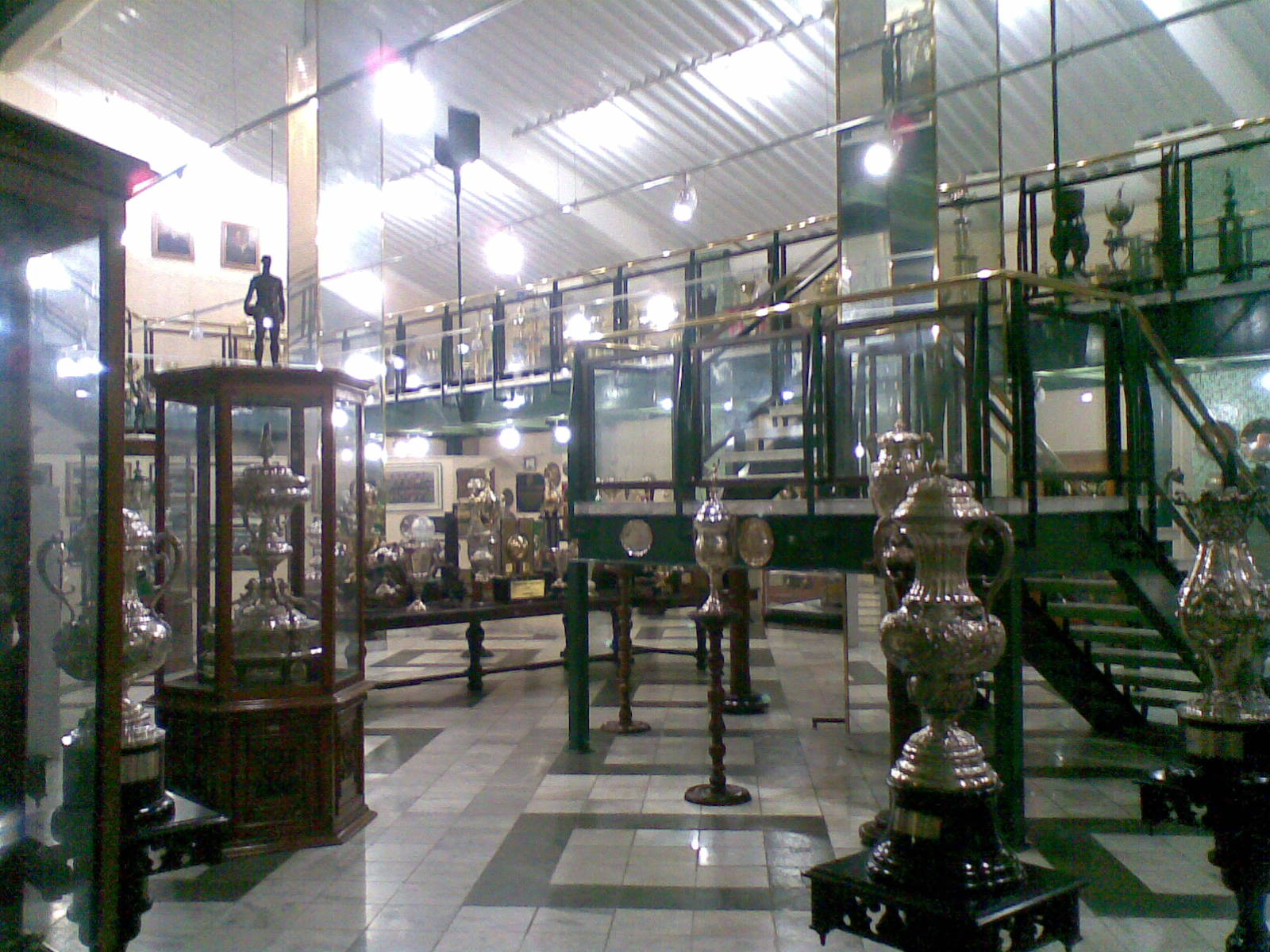
Taças conquistadas pelo Palmeiras em exibição na antiga Sala de Troféus do clube em 2009

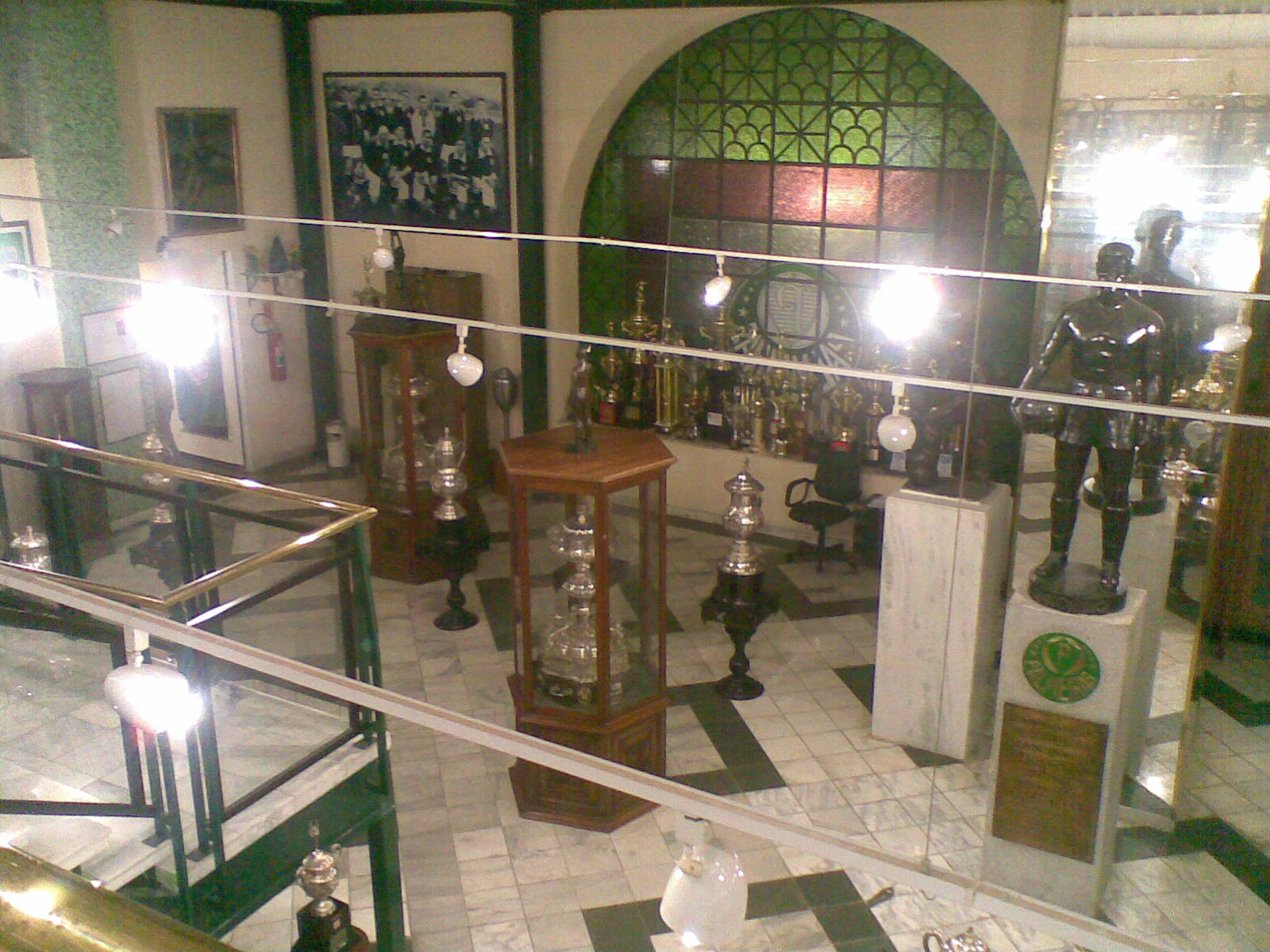
Antiga Sala de Troféus do Palmeiras, em 2009

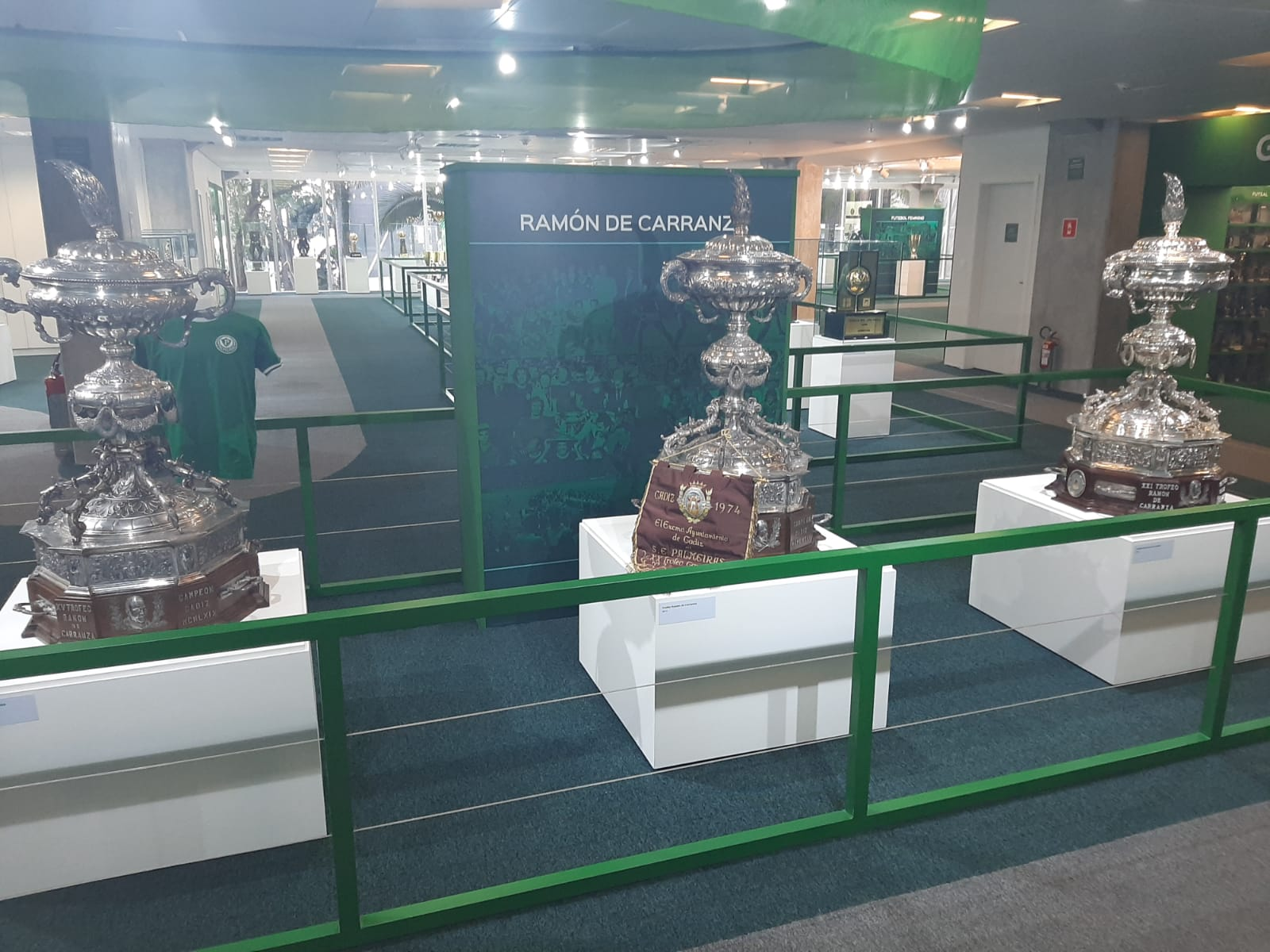
Nova Sala de Troféus do Palmeiras inaugurada em 2021

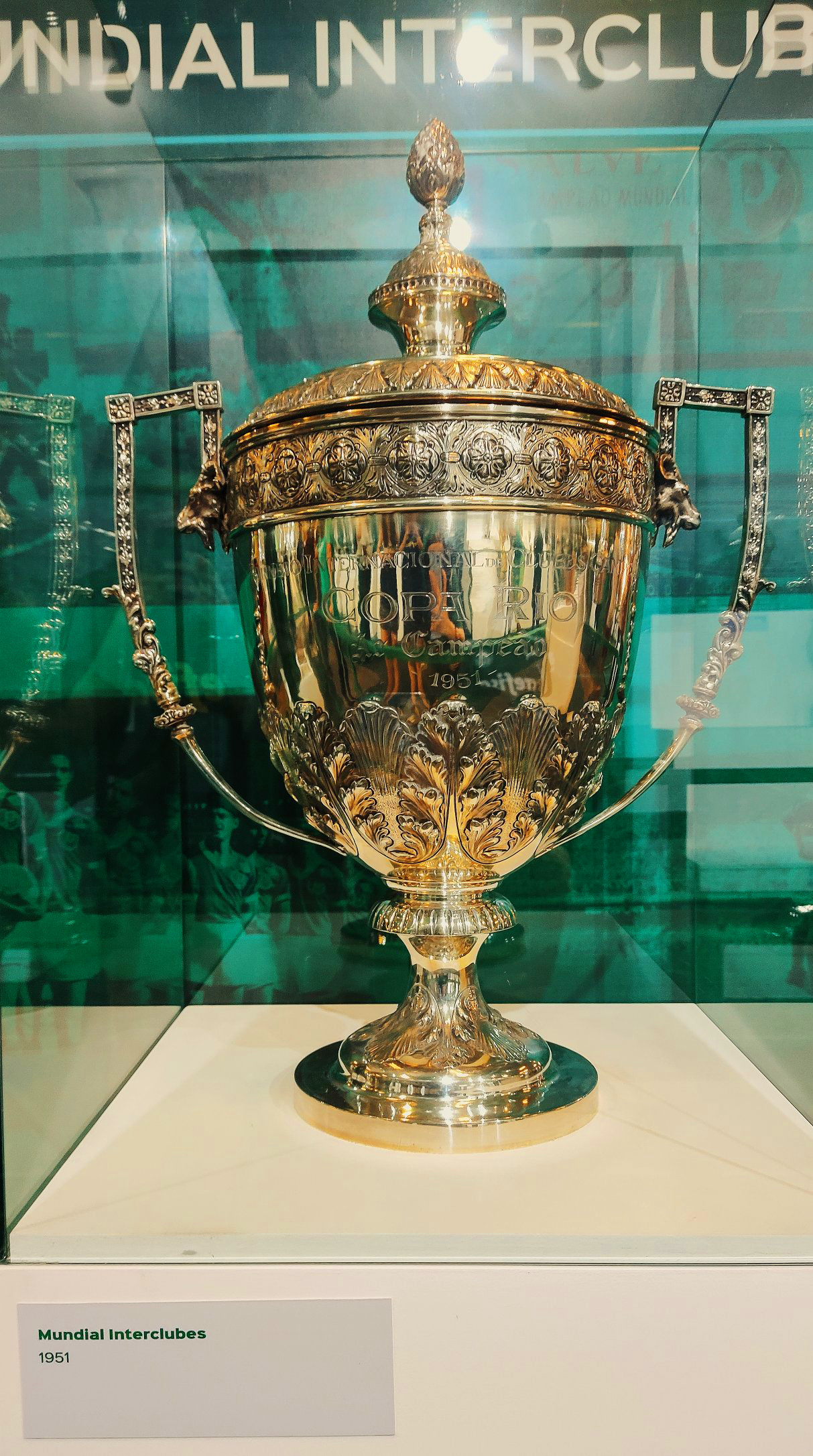
Copa Rio de 1951

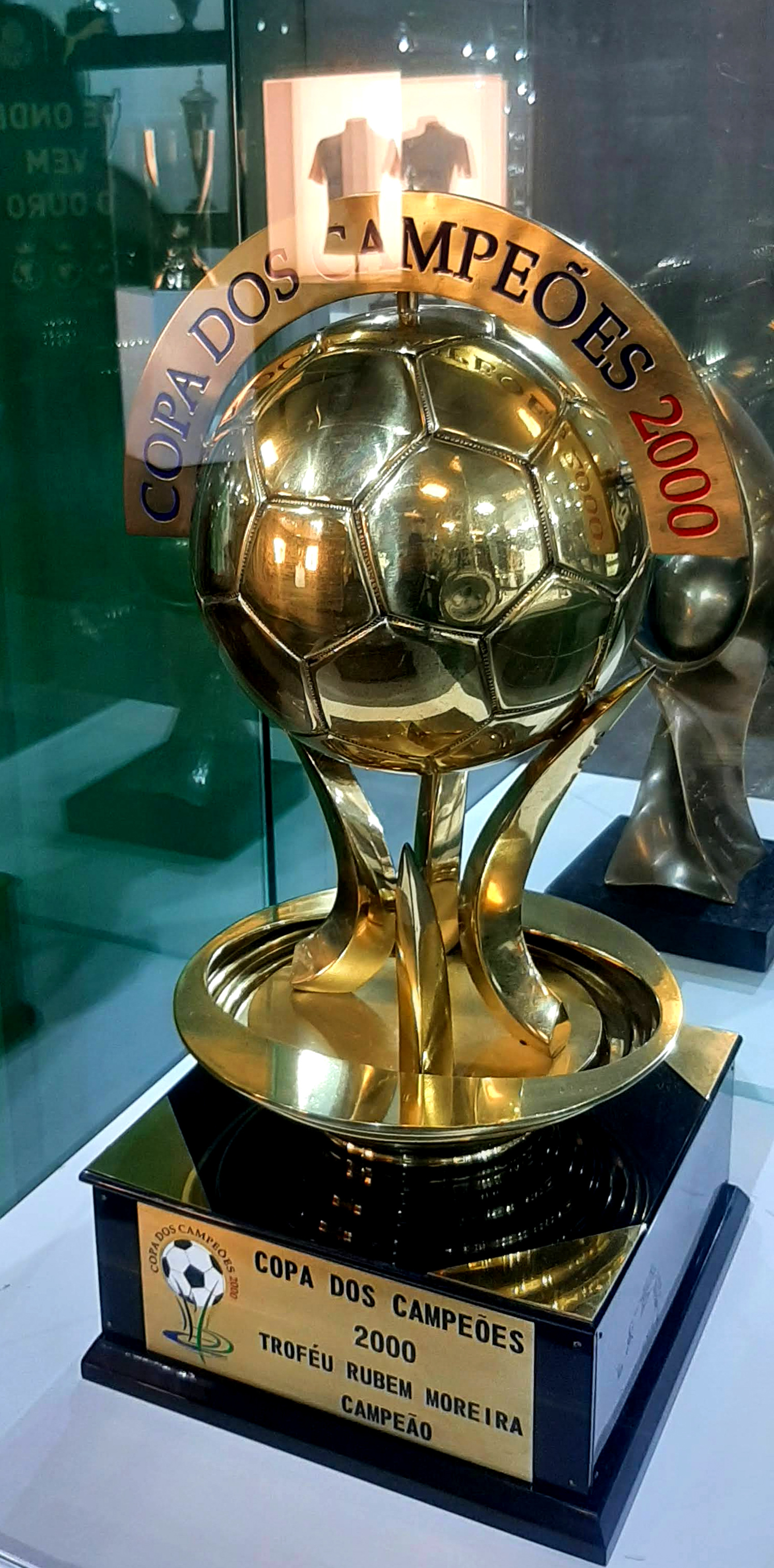
Troféu da Copa dos Campeões

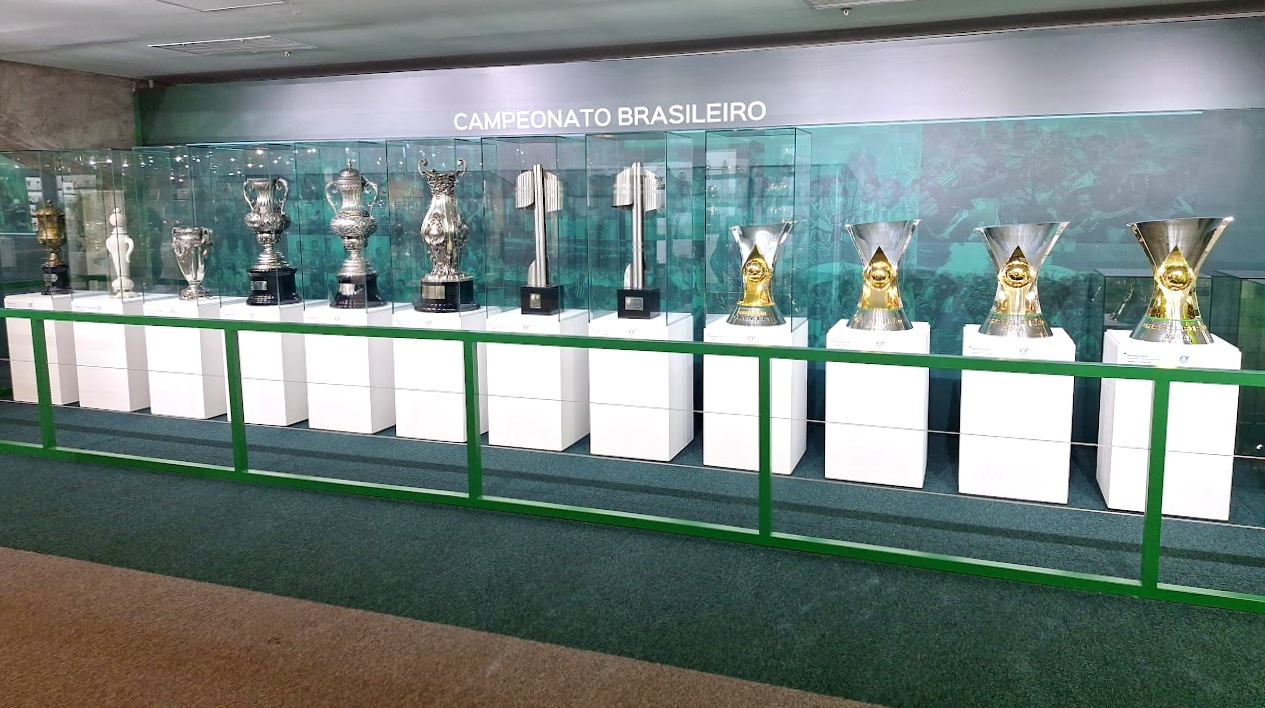
Troféus de Campeonatos Brasileiros

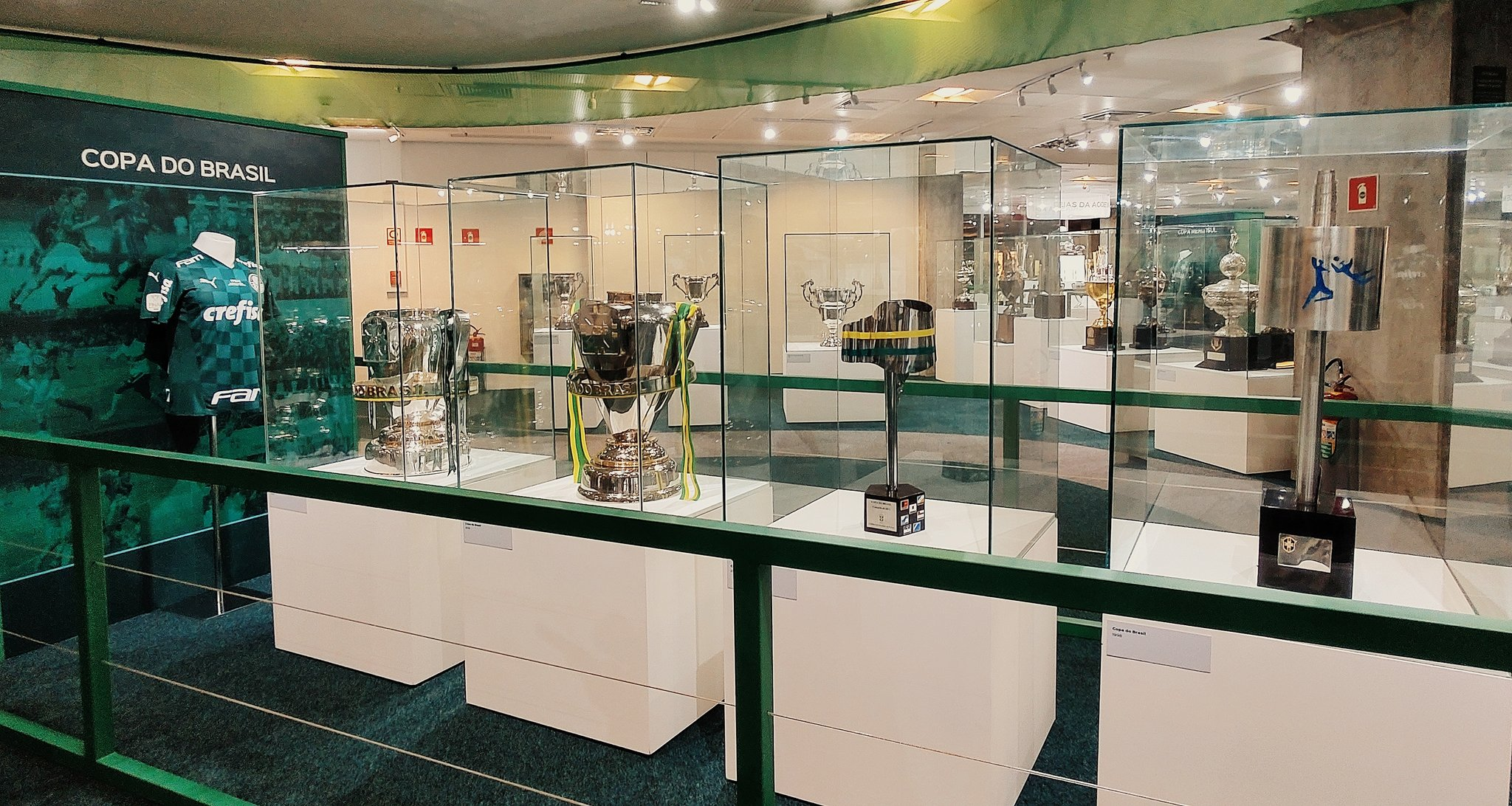
Troféus de Copa do Brasil

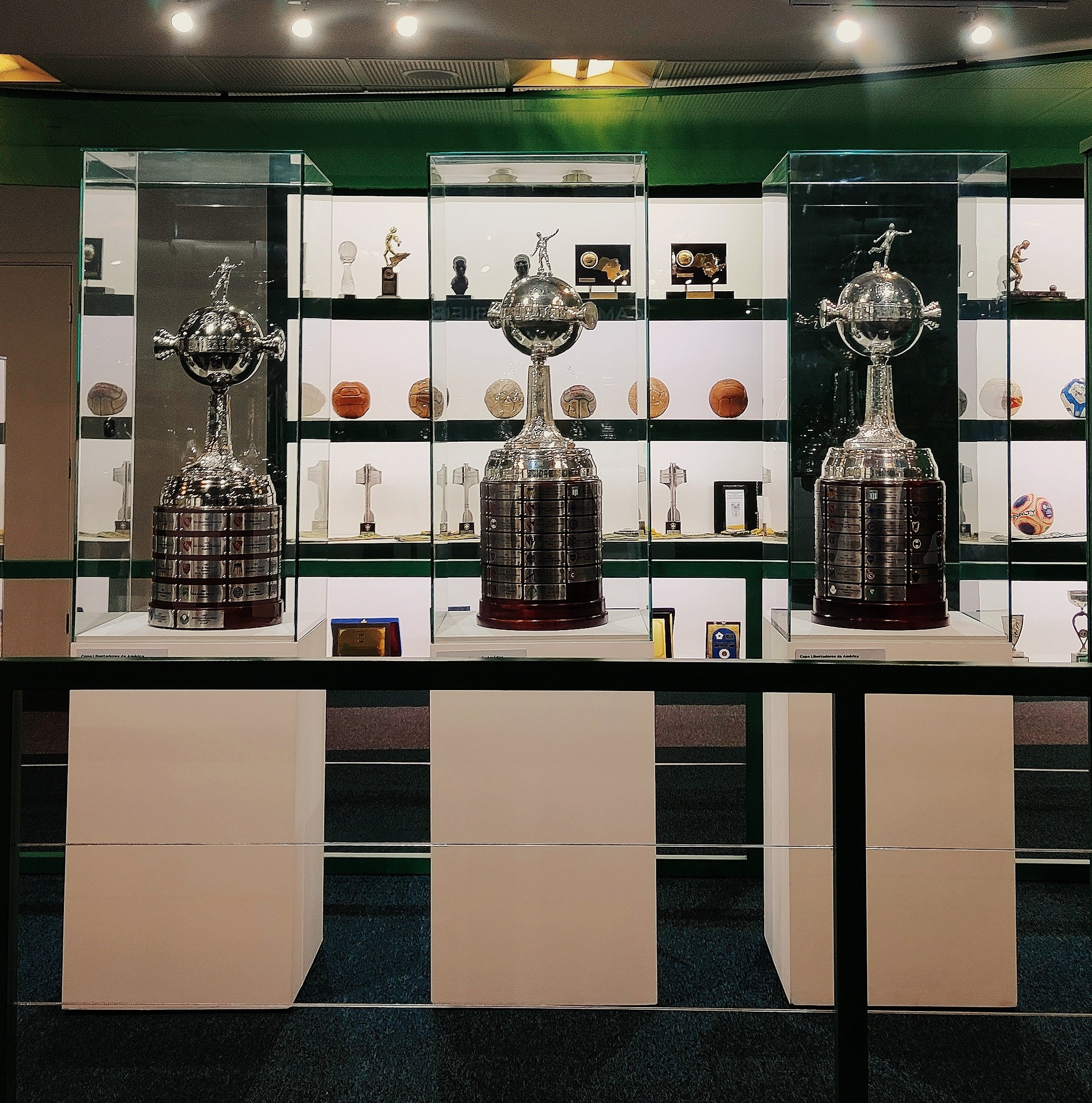
Troféus da Copa Libertadores da América

| CONTINENTAIS   | CONTINENTAIS                    | CONTINENTAIS | CONTINENTAIS |
|                | Competição                      | Títulos      | Temporadas |
| -------------- | ------------------------------- | ------------ | --- |
|                | Copa Libertadores da América    | 3            | 1999, 2020 e 2021 |
|                | Copa Mercosul                   | 1            | 1998 |
|                | Recopa Sul-Americana            | 1            | 2022 |
| INTERNACIONAIS |                                 |              | |
|                | Competição                      | Títulos      | Temporadas |
|                | Copa Rio Internacional          | 1            | 1951 |
| NACIONAIS      |                                 |              | |
|                | Competição                      | Títulos      | Temporadas |
|                | Campeonato Brasileiro           | 12           | 1960, 1967(1), 1967(2), 1969, 1972, 1973, 1993, 1994, 2016, 2018, 2022 e 2023                                                                               |
|                | Copa do Brasil                  | 4            | 1998, 2012, 2015 e 2020 |
|                | Supercopa Rei                   | 1            | 2023 |
|                | Copa dos Campeões               | 1            | 2000 |
|                | Campeonato Brasileiro - Série B | 2            | 2003 e 2013 |
| INTERESTADUAIS |                                 |              | |
|                | Competição                      | Títulos      | Temporadas |
|                | Torneio Rio-São Paulo           | 5            | 1933, 1951, 1965, 1993 e 2000 |
| ESTADUAIS      |                                 |              | |
|                | Competição                      | Títulos      | Temporadas |
|                | Campeonato Paulista             | 26           | 1920, 1926, 1927, 1932, 1933, 1934, 1936, 1940, 1942, 1944, 1947, 1950, 1959, 1963, 1966, 1972, 1974, 1976, 1993, 1994, 1996, 2008, 2020, 2022, 2023 e 2024 |
|                | Campeonato Paulista Extra       | 2            | 1926 e 1938 |

 Campeão Invicto
| TOTAL | TOTAL            | TOTAL   | TOTAL                                                                          |
|       | Competição       | Títulos | Descrição                                                                      |
|       | Títulos Oficiais | 59      | 5 Continentais, 1 Internacional, 20 Nacionais, 5 Interestaduais e 28 Estaduais |
| ----- | ---------------- | ------- | ------------------------------------------------------------------------------ |

| HONRARIAS | HONRARIAS                                                                      | HONRARIAS | HONRARIAS |
|           | Competição                                                                     | Títulos   | Temporadas |
| --------- | ------------------------------------------------------------------------------ | --------- | --- |
|           | Campeão do Século XX                                                           | 1         | 1914—2000 |
|           | Campeão do Ano Santo                                                           | 1         | 1950 |
|           | Campeão das Cinco Coroas                                                       | 2         | 1950 e 1951 |
|           | Troféu Fita Azul                                                               | 3         | 1962, 1972 e 1994                                                                                                |
|           | Tríplice coroa                                                                 | 6         | 1951, 1972, 1993, 2020, 2022 e 2023                                                                              |
|           | Líder do Ranking Mundial Anual IFFHS                                           | 1         | 2021 |
|           | Líder do Ranking Mundial Mensal da IFFHS                                       | 1         | 1999 |
|           | 3º Melhor Clube Brasileiro e o 10º Melhor Clube da América do Sul do Século XX | 1         | Condecoração outorgada em 2009, pela IFFHS, abrange o período de 1° de janeiro de 1901 a 31 de dezembro de 2000. |

### Outros títulos oficiais
Taça Cidade de São Paulo: 4 (1945, 1946, 1950 e 1951)
 Taça dos Invictos: 5 (1933/1934, 1972/1973 e 1989)
 Taça Competência: 4 (1920, 1926, 1927 e 1932)
 Torneio Início do Campeonato Paulista: 8 (1927, 1930, 1935, 1937, 1939, 1942, 1946 e 1969)
 Troféu Campeoníssimo: 1 (Campeão Municipal) 1942
 Campeonato Paulista de Segundos Quadros: 14 (1917, 1919, 1920, 1922, 1923, 1926, 1927, 1928, 1929, 1930, 1931, 1932, 1934 e 1938)
  Taça Governador do Estado: 1 1972
 Troféu José Maria Marin (campeão 1 turno): 1987
 Troféu Athiê Jorge Couri (campeão 1 turno): 1993
 Taça Ballor (campeão 1 turno): 2 (1926 e 1927)
 Troféu A Gazeta Desportiva (campeão 1 turno): 2 (1947 e 1979)
 Campeão Amador da Cidade de São Paulo: 3 (1944, 1945 e 1947)
 Campeão Amador do Estado de São Paulo: 2 (1945 e 1947)
 Campeonato Paulista de Amadores (equipe reserva): 6 (1943, 1944, 1945, 1947, 1948 e 1959)

### Torneios e campeonatos amistosos

#### Principais torneios e taças internacionais - 67 títulos
- Taça Guarani (Palestra Itália 4 x 1 Seleção Paraguai): 1922.
- Trofeu  Atílio Narâncio (Palestra Itália 3 x 1 Universal-URU)':' 1923.
- Taça Estevão Ronai (Palestra Itália 5 x 2 Ferencváros-HUN): 1929.
- Taça Fanfulla (Palestra Itália 3 x 1 Rampla jr-ARG): 1929.
- Taça C.Giusti (Palestra Itália 2 x 2 Bella Vista-URU): 1931.
- Taca Brasil-Argentina: (1936, 1946).
- Taca  das Missões:(Palmeiras 3 x 0 Boca Juniors-ARG): 1947.
- Troféu Malmö: (Palmeiras 5 x 0 Malmö-SUE) 1949.
- Trofeu Peñarol Brasil-Uruguai (Palmeiras 2 x 1 Penãrol-URU): 1951.
- Troféu Cásper Líbero (Oferecido pela Gazeta ao campeão do mundo): 1951
- Troféu Cidade do México (Palmeiras 3 x 2 Seleção Mexicana): 1952.
- Taça Ribeiro de Carvalho (Palmeiras 2 x 1 Orion-CRC): 1952.
- Taça Presidente da República (Palmeiras 2 x 1 Saprissa-CRC): 1952.
- Troféu Valentin Suárez (Palmeiras2x0 Boca Juniors-ARG):  1956.
- Torneio Hexgonal do México (Final Palmeiras 3 x 2 Irapuato-MEX): 1959.
- / Taça Adhemar de Barros (Palmeiras 5x3 Independiente-ARG): 1960.
- Torneio Quadrangular'Cidade de Manizales (Final Palmeiras 2x1 Once Caldas-COL): 1962.
- Torneio Quadrangular de Lima (Final Palmeiras 1x0 Botafogo-BRA)':' 1962.
- Troféu João Mendonça Falcão (Palmeiras 4x4 Milan-ITA): 1962.
- Torneio Pentagonal de Guadalajara: (Palmeiras 2x1 Vasas-HUN) 1963.
- Torneio Quadrangular de Firenze (Final Palmeiras 3x1 Fiorentina-ITA): 1963.
- Taça Saprissa (Palmeiras 3x0 Saprissa-CRC: 1964.
- Torneio Internacional do Rio de Janeiro de 1965 (Final Palmeiras 0(1)x0(0) Penãrol-URU): 1965.
- Torneio Quadrangular João Havelange (Final Palmeiras 3 x 1 Seleção URSS): 1966.
- Trofeu  Brasil-Japão (Palmeiras 2x0 Seleção Japonesa): 1967.
- Trofeu Ciudad  Barcelona (Palmeiras 2x1 Barcelona-ESP): 1969.
- Torneio Ramón de Carranza: 3 vezes (1969, 1974 e 1975).
- Quadrangular da Grécia (Final Palmeiras 2x1 Olimpiakos-GRE): 1970.
- Quadrangular de Cochabamba (Palmeiras 2x0 Bolivar-BOL): 1970.
- Taça Caracas (Palmeiras 3x0 Carabobo-VEN): 1971.
- / Torneio Quadrangular de Mar del Plata (Final 2 turno Palmeiras 1x1 San Lorenzo-ARG): 1972.
- Taça Osaka (Palmeiras 2x1 Cerezo Osaka-JAP) :1975.
- Trofeu  Imigração Italiana (Palmeiras 2x0 Juventus-ITA): 1975.
- Copa Kirin: 1978.
- / Troféu Ademir da Guia (Palmeiras 1x1 Peñarol-URU): 1982.
- Troféu Cidade de Lima (Palmeiras 1x1 Seleção Peruana): 1985.
- Troféu Oviedo (Palmeiras 1(5)x(3)1 Oviedo-ESP): 1989.
- Troféu América (Palmeiras 3x2 América-MEX): 1991.
- Torneio Euro-América(Final 91 Palmeiras 2x0 Hamburgo-ALE / Final 96 Palmeiras 1x1 Flamengo-BRA): 2 vezes (1991 e 1996).
- Taça Lazio (Palmeiras 2x1 Lazio-ITA): 1992.
- Taça Reggiana (Palmeiras 4x2 Reggiana-ITA): 1993.
- Copa Quadrangular Lev Yashin (Final Palmeiras 2x0 Spartak Moscou-RUS): 1994.
- Taça Nagoya (Palmeiras 4x0 Nagoya Grampus-JAP): 1994.
- Copa Quadrangular Brasil Itália (Final Palmeiras 3x0 Lazio-ITA): 1994.
- Taça Jihan (Palmeiras 1(10)x(9)1 Shandong-CHI): 1996.
- Taça Xangai (Palmeiras 3x0 Quanxing-CHI): 1996.
- Taça Pequim (Palmeiras 3x0 Dalian-CHI): 1996.
- Taça da Amizade (Palmeiras 1x0 New England Revolution-EUA): 1997.
- Torneio Triangular Naranja (Palmeiras 2x0 Flamengo-BRA): 1997.
- Troféu IFFHS (líder ranking da FIFA): 1999
- Taça Valle d'Aosta (Palmeiras 15x0 Seleção Valle d'Aosta-ITA):  1999.
- Troféu Algisto Lourenzatto: 2000
- Troféu China Brasil-Taça Cristal:2004
- Torneio Centenário do Estudiantes de La Plata (Palmeiras 1x0 Estudiantes-ARG): 2005.
- Troféu cidade de Taiyuan: 2011.
- Torneio Internacional da Índia (Calcutá): 2 vezes (2001 e 2004). (time B)
- AEGON AJAX Internacional Challenge(Palmeiras 1x0 Ajax-HOL): 2012.
- Troféu Julinho Botelho (Palmeiras 2x1 Fiorentina-ITA): 2014
- Trofeu  Euro Americana troféu Directv(Palmeiras 2x1 Fiorentina-ITA): 2014
- / Trofeu  Por la Paz de Colón: 2018
- Florida Cup: 2020

 Campeão Invicto

#### Torneios e taças nacionais - 70 títulos
- Taça Jornal do Comércio: 1918.
- Troféu Falchi: 1918.
- Taça Montenegro: 1920.
- Troféu Rio de Janeiro: 1920.
- Taça Dr. Machado Lima: 1921.
- Taça City: 1922.
- Taça Orminda O'Valle: 1923.
- Taça Vasco da Gama: 1924.
- Taça King: 1924.
- Taça Palestra Itália: 1925.
- Taça Colônia Gaúcha: 1926.
- Taça Fiat: 1926.
- Taça ANEA: 1926.
- Taça dos Campeões Estaduais Rio–São Paulo: 1926, 1934, 1942, 1944 e 1947[26]
- Taça Sul-Americana: 1927.
- Troféu Palestra Itália: 1928.
- Taça Flamengo: 1929.
- Taça Conde Matarazzo: 1929.
- Troféu Lineu Prestes: 1930.
- Taça A.A das Palmeiras1930.
- Taça ANEA: 1933.
- Troféu Fluminense: 1934.
- Taça Interestadual de Campeões SP×RJ: 1934.
- Taça Dante del Mato: 1934.
- Taça Prefeito Doutor Guilherme: 1934.
- Taça Poço de Caldas: 1934.
- Taça Revanche: 1934.
- Troféu Porto Alegre: 1936.
- Taça de Campeão SP×BA: 2 vezes (1937 e 1948).
- Taça Estádio Palestra Itália: 1937.
- Taça Aniversário: 1937.
- Torneio do Paraná: 1938.
- Troféu Matarazzo: 1938.
- Quadrangular de Fortaleza: 1938.
- Taça Maquinas Tonnanin: 1939.
- Torneio de Inauguração do Pacaembu: 1940.
- Troféu Leader Esportivo: 1940.
- Torneio de Belo Horizonte: 1945.
- Taça Armando Albano: 1946.
- Troféu Rio Grande do Sul: 1946.
- Taça 7 de setembro: 1947.
- Troféu Mito: 1948.
- Taça “O Esporte”: 1951.
- Torneio Quadrangular SP×RJ: 1952.
- Torneio Quadrangular do Recife: 1955.
- Troféu Jornal dos Sports: 1961.
- Taça Rio Grande do Sul: 1965.
- Trofeu de Classificação Rio-São Paulo: 1965.
- Taça Cidade de Curitiba: 1966.
- Troféu Apucarana: 1967.
- Trofeu de Classificação do Brasileiro (Roberto Gomes Pedrosa): 4 vezes (1967, 1968, 1969 e 1970).
- Taça Julio Botelho: 1967.
- Taça  Maringá: 1969.
- Trofeu do Primeiro Turno do Campeonato Brasileiro: 1973.
- Trofeu do Segundo Turno do Campeonato Brasileiro: 1973.
- Quadrangular do Paraná: 1984.
- Torneio Maria Quitéria: 1997.
- Trofeu Governador de Goiás: 1997.
- Taça River: 2002.
- Troféu Aniversário de Cem Anos de Paulo Coelho Neto: 2002.
- Troféu Blumenau: 2005.
- Troféu Nereu Ramos: 2005.
- Troféu XVSEP: 2 vezes (2010 e 2011).

#### Torneios e taças estaduais - 197 títulos
- Taça Savóia: 1915.
- Festival Ludovico Bacchiani: 1916.
- Festival Estadual de Taubaté: 1916.
- Taça Cruz Vermelha Italiana: 1916.
- Taça Pró-Ospedale:1916.
- Taça Comendador Caetano Pepe: 1917.
- Taça Tala: 1917
- Taça Estrela: 1917.
- Festival Santos-Pró Pátria: 1917.
- Taça José Castelhano: 1917.
- Troféu Café Java: 1917.
- Taça Henrique Catalano: 1917.
- Taça Amyris: 1917.
- Taça Luciano: 1917.
- Taça Sudan: 1917
- Troféu dos Cronistas Esportivos: 1918.
- Taça Initium: 1918.
- Taça Caridade: 1918.
- Troféu Cruz Vermelha: 1918.
- Trofeu de Outono: 1918.
- Taça Campinas: 1918.
- Taça Nociti: 1918.
- Taça Diário Popular: 1918.
- Taça Touring: 1918.
- Trofeu Festival da Liga Nacionalista: 1918.
- Troféu América Paulista: 1918.
- Taça Stadium Paulista: 1918.
- Taça Sudan: 1918.
- Tala Colônia Italiana: 1918.
- Taça de Prata: 1918.
- Taça Pironi:1919.
- Taça Carmine Neri: 1919
- Troféu Comércio de São Carlos: 1919.
- Taça Beirute: 1919.
- Taça Confraternização dos Povos: 1919.
- Taça Circolo Italiano Uniti: 1919.
- Taça Castelões: 1919.
- Taça Montenegro: 1919.
- Taça Henrique Montari: 1919.
- Taça 20 de Setembro: 1919
- Taça Cruz Vermelha Brasileira: 1919.
- Taça Gennaro Falci: 1919.
- Taça Gabrielle D'annunzio: 1919
- Taça Estádio Paulista: 1919
- Taça Tenente Golo: 1919
- Taça Holmberg Bech: 1920.
- Taça Mencilidade: 1920.
- Taça Rei Alberto da Bélgica: 1920.
- Taça Charitas: 1920.
- Taça Matarazzo: 1920.
- Taça São Paulo Sportivo: 1920.
- Taça Pietro Rogeri: 1920.
- Taça Unioni di Viaggiatori Italiani: 1921.
- Taça Cataloni: 1921.
- Taça Societa Italiana di Mutuo Soccorso: 1921.
- Taça Casa Roque de Marco: 1921.
- Taça Giuseppe Verdi: 1921.
- Taça Mogyana: 1921.
- Taça Capital: 2 vezes (1922 e 1923).
- Taça General Caviglia: 1922.
- Taça Concórdia: 1922.
- Taça Botafogo: 1922.
- Taça Societá Italiana di Beneficenza: 1922.
- Taça Picchetti: 1922.
- Taça General Caviglia: 1922.
- Taça Itapira: 1922.
- Taça Guaraná Espumante: 1922.
- Taça Piracicaba: 1922.
- Taça Carlos Gomes: 1922.
- Taça Mariano Procópio: 1923.
- Taça Zezé Leon: 1923.
- Taça Maternidade de São Carlos: 1924.
- Taça AAPalmeiras: 1924.
- Taça Guazzelli: 1924.
- Taça Conde Matarazzo: 1924.
- Taça David Picchetti: 1924.
- Taça Almicar Barbuy: 1924.
- Taça Elpídio de Paiva: 1924.
- Taça Presidente De Vivo: 1924.
- Taça Altivez: 1924.
- Taça Agnello Castellano: 1924.
- Trofeu Itália: 1924.
- Troféu Centenário de São João da Boa Vista: 1924.
- Taça Cavalheiro De Vivo: 1924.
- Taça Eliminatório da APEA: 1925.
- Taça São Bento: 1925.
- Taça Delphim Braga: 1925.
- Taça Il Piccolo: 1925.
- Taça Delfim Braga: 1925.
- Taça Prefeitura de São Paulo: 1925.
- Trofeu Piracicaba: 1926.
- Taça Sociedade Italiana Cesare Baptisti: 1927.
- Taça Umberto Delboni: 1927.
- Troféu Festival da APEA: 1927.
- Taça Kfouri: 1927.
- Troféu Lúcio Veiga: 1927.
- Taça Nerone: 1927.
- Taça Municipalidade: 1927.
- Taça Marquez de Pinedo: 1928.
- Taça Caridade: 1928.
- Taça Júlio Prestes: 1928.
- Taça Luis Paiva Azevedo: 1928.
- Taça Luso-Italiana: 1928.
- Taça Conde Francisco Matarazzo: 1928.
- Taça Prefeitura de Jaú: 1928.
- Taça Rampla Juniors: 1929.
- Taça Ramos de Azevedo: 1929.
- Taça Hospital Humberto I: 1930.
- Taça Amizade: 1930.
- Taça Neon Brasil: 1930.
- Taça Doutor Julio Prestes: 1930.
- Taça Presidente Hoover: 1930.
- Taça Luis Astorri: 1931.
- Taça Pinton Hauzer: 1931
- Taça Saponácio Radium: 1931.
- Trofeu Festival de Aniversário do Sírio: 1931.
- Taça Diário Nacional: 1931.
- Trofeu  Estadual Pró-Estádio: 1931.
- Taça Garibaldi: 1932.
- Troféu “A Bola”: 1932.
- Taça APEA: 3 vezes (1932, 1933 e 1934).
- Taça “O Dia”: 1933.
- Troféu APEA: 6 vezes (1920, 1927, 1932, 1933,  1934, 1936 e 1938).
- Taça Filizolla em São Carlos: 1934.
- Taca União: 1934.
- Taça de Campeões SP-Santos: 1935.
- Trofeu do Segundo Turno Campeonato Paulista: 4 vezes (1936, 1974, 1994 e 1996).
- Taça Prefeitura Municipal: 1937.
- Taça Cidade de Birigui: 1938.
- Taça Portuguesa de Desportos: 1938.
- Taça Francisco Matarazzo: 1938.
- Taça Getulio Vargas: 1938.
- Trofeu do Luzitano: 1939.
- Taça Cidade de Amparo: 1939.
- Taça Carlos Nicolino: 1939.
- Taça Sudan: 1940.
- Taça Anita Pastore D'Angela: 1940.
- Taça Cavalheiro Ernesto Giuliano: 1941.
- Taça Pinto de Castro: 1941.
- Taça Alviverde: 1941.
- Taça Lourenço Betti: 1941.
- Taça Vida Esportiva Paulista: 1942.
- Taça Valvula Hidra: 1942.
- Taça Vida Esportiva Paulista: 1942.
- Taça Tuffy Fried: 2 vezes (1942 e 1945).
- Taça Taquaritinga: 1942.
- Taça Nossa Senhora das Dores: 1943.
- Taça Choque-Rei: 1944.
- Troféu Antônio Feliciano: 1945.
- Taça Aniversário de Fortaleza de Sorocaba: 1945.
- Taça a Semana Inglesa: 1945.
- Taça a Favorita: 1945.
- Taça Nicola Avallone: 1946.
- Taça Nicola Mazziotti: 1946.
- Trofeu do Trio de Ferro: 1947.
- Taça Alfaiataria de Callis: 1947.
- Taça Comércio de Batatais:: 1947.
- Taça Otto Barcelo: 1948.
- Taça O Comércio: 1948.
- Troféu Bixio Ciocci: 1948.
- Troféu Centenário de Barretos: 1954.
- Torneio Início de Classificação do Campeonato Paulista:  (1958).
- Troféu Carvalho Pinto: 1959.
- Torneio Roberto Ugoli: 2 vezes (1959 e 1960).
- Taça Jubileu de Prata da TV Record: 1978.
- Troféu Paulo Machado de Carvalho: 1984.
- Troféu Diário Popular: 1985.
- Trofeu Jornal da Tarde: 1986.
- Troféu Província de Lucca: 1999
- Taça Pedreira: 2002.
- Taça Cidade de Jacutinga: 2002.
- Troféu 177º Aniversário de Rio Claro: 2002.
- Troféu 90 Anos do Esporte Clube Taubaté: 2004.
- Taça 125 Anos do Corpo de Bombeiro: 2005.
- Taça Osvaldo Brandão: 2009 (3 vezes) Palmeiras X Corinthians.
- Taça Heitor Marcelino: 2014
- Trofeu Oberdan Cattani: 2014

#### Títulos honoríficos
- Troféu Osmar Santos: (Campeão do I turno do Campeonato Brasileiro) 2 vezes (2016 e 2022)
- Troféu João Saldanha: (Campeão do II turno do Campeonato Brasileiro) 2 vezes (2016 e 2018)
- Campeão Honorário do Brasil: 5 vezes (1918, 1926, 1933, 1947 e 1951).
- Campeão do Ano Santo: 1950.
- Campeão das Cinco Coroas: 3 vezes (1950/1951, 1972 e 1993/1994).
- Fita Azul do Futebol Nacional: 3 vezes (1962, 1972 e 1994).
- Troféu da IFFHS (Federação Internacional de História e Estatística de Futebol/Líder do Ranking de Clubes da FIFA): 1999.
- Melhor equipe Brasileira - IFFHS (Federação Internacional de História e Estatística de Futebol): 2000.
- Troféu Fair Play “Campeão Paulista da Disciplina” FPF: 3 vezes (1996, 2004 e 2007).
- Campeão do Século XX.
- Tríplice coroa: 1951, 1972, 1993, 2020, 2022

### Categorias de base

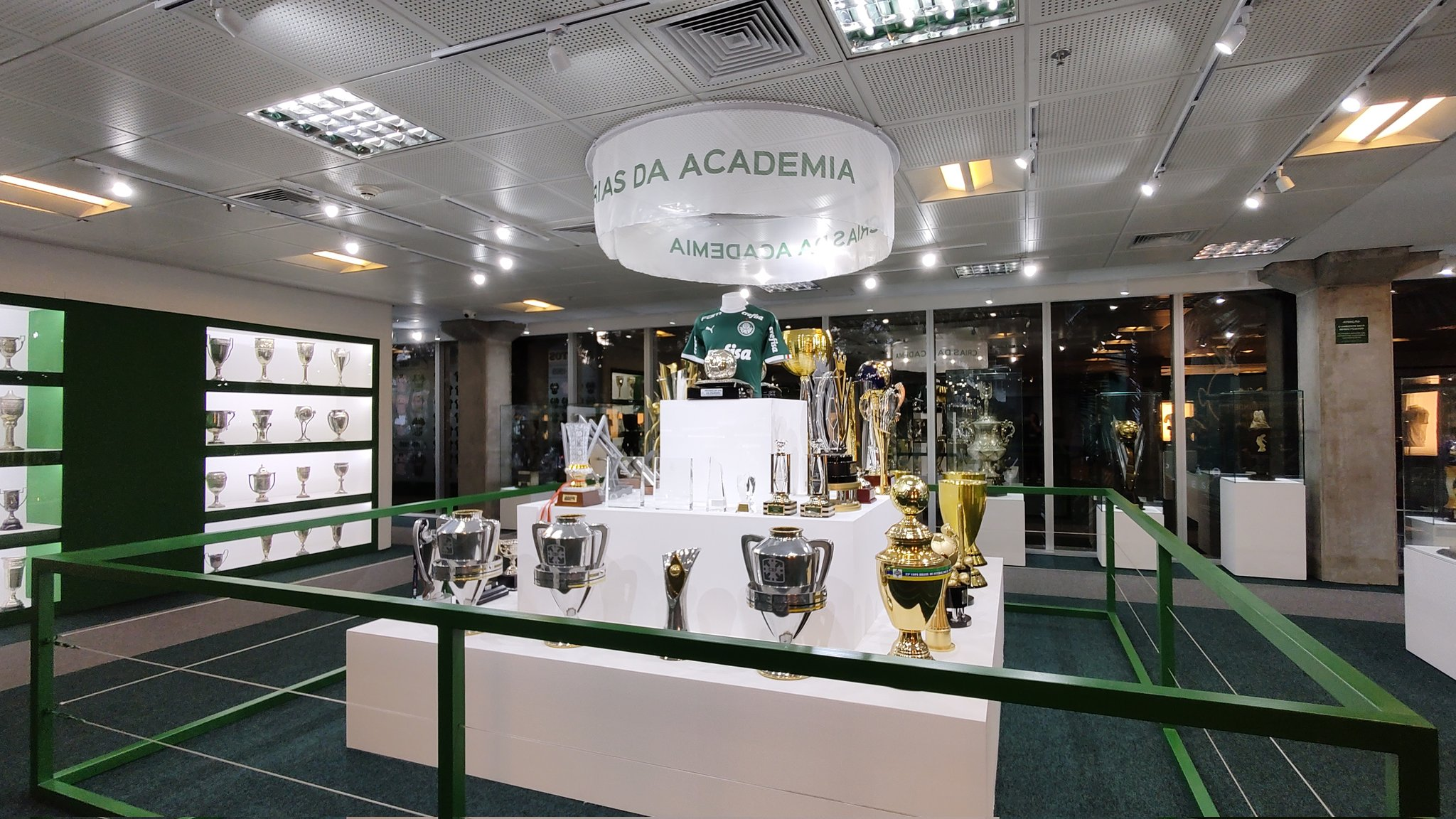
Troféus das categorias de base

#### Aspirantes
| ESTADUAIS | ESTADUAIS           | ESTADUAIS | ESTADUAIS                            |
|           | Competição          | Títulos   | Temporadas                           |
| --------- | ------------------- | --------- | ------------------------------------ |
| São Paulo | Campeonato Paulista | 6         | 1952, 1956, 1958 e 1959, 1963 e 1989 |

#### Categoria Sub-20
| INTERNACIONAIS    | INTERNACIONAIS                      | INTERNACIONAIS | INTERNACIONAIS                                                                |
|                   | Competição                          | Títulos        | Temporadas                                                                    |
| ----------------- | ----------------------------------- | -------------- | ----------------------------------------------------------------------------- |
| República Checa   | CEE Cup                             | 4              | 2018, 2019, 2022 e 2023                                                       |
| Países Baixos     | Torneio de Terborg                  | 3              | 2018, 2019 e 2023                                                             |
| Suíça             | Torneio Internacional de Bellinzona | 3              | 2007, 2016 e 2017                                                             |
| Países Baixos     | ICGT Toernooi                       | 2              | 2022 e 2023                                                                   |
| Brasil            | Copa Rio Grande do Sul              | 1              | 2018                                                                          |
| Suíça             | Aesch Turnier                       | 1              | 2019                                                                          |
| NACIONAIS         |                                     |                |                                                                               |
|                   | Competição                          | Títulos        | Temporadas                                                                    |
| Brasil            | Campeonato Brasileiro               | 2              | 2018 e 2022                                                                   |
| Brasil            | Copa do Brasil                      | 2              | 2018 e 2022                                                                   |
| São Paulo         | Copa São Paulo                      | 2              | 2022 e 2023                                                                   |
| São Paulo         | Supercopa São Paulo                 | 1              | 1995                                                                          |
| Minas Gerais      | Taça Belo Horizonte                 | 2              | 1998 e 2002                                                                   |
| Rio Grande do Sul | Copa Santiago                       | 2              | 2018 e 2020                                                                   |
| ESTADUAIS         |                                     |                |                                                                               |
|                   | Competição                          | Títulos        | Temporadas                                                                    |
| São Paulo         | Campeonato Paulista                 | 13             | 1976, 1977, 1992, 1998, 2002, 2004, 2009, 2017, 2018, 2019, 2020, 2021 e 2023 |
| São Paulo         | Campeonato do Estado (Juvenil A)    | 2              | 1976 e 1977                                                                   |
| São Paulo         | Taça São Paulo                      | 1              | 1945                                                                          |
| São Paulo         | Copa Bengué                         | 1              | 2015                                                                          |

Outros títulos
- Taça Melhores do Mundo: 5 (1971, 1972, 1988, 1991 e 2003).
- Taça Brasil x Argentina: 2 (2005 e 2007).
- Taça Brasil x Espanha: 3 (1998, 2000 e 2003).
- Taça Brasil x Vietnã: 1 (2003).
- Copa Internacional Sul de Minas: 1 (2004).

#### Categoria Sub-17
| INTERNACIONAIS                                                      | INTERNACIONAIS                              | INTERNACIONAIS | INTERNACIONAIS                                                                      |
|                                                                     | Competição                                  | Títulos        | Temporadas                                                                          |
| ------------------------------------------------------------------- | ------------------------------------------- | -------------- | ----------------------------------------------------------------------------------- |
| Espanha                                                             | Mundial de Clubes de La Comunidad de Madrid | 2              | 2018 e 2019                                                                         |
| Itália                                                              | Scopigno Cup                                | 2              | 2017 e 2018                                                                         |
| Brasil                                                              | International Cup de Arapongas              | 1              | 2013                                                                                |
| Catar                                                               | Aspire Tri-Series                           | 1              | 2014                                                                                |
| França                                                              | SNAF Mondial Cup                            | 1              | 2019                                                                                |
| México                                                              | Torneo Internacional de Fuerzas Básicas     | 1              | 2023                                                                                |
| NACIONAIS                                                           |                                             |                |                                                                                     |
|                                                                     | Competição                                  | Títulos        | Temporadas                                                                          |
| Brasil                                                              | Campeonato Brasileiro                       | 2              | 2022 e 2023                                                                         |
| Brasil                                                              | Copa do Brasil                              | 4              | 2017, 2019, 2022 e 2023                                                             |
| Brasil                                                              | Supercopa do Brasil                         | 1              | 2019                                                                                |
| São Paulo                                                           | FAM Cup                                     | 2              | 2022 e 2023                                                                         |
| Rio de Janeiro                                                      | Copa Rio                                    | 1              | 2011                                                                                |
| Paraná                                                              | Torneio Brasileirinho                       | 1              | 2005                                                                                |
| REGIONAIS                                                           |                                             |                |                                                                                     |
|                                                                     | Competição                                  | Títulos        | Temporadas                                                                          |
| Espírito Santo (estado) · Minas Gerais · Rio de Janeiro · São Paulo | Campeonato Regional Juvenil                 | 1              | 2000                                                                                |
| ESTADUAIS                                                           |                                             |                |                                                                                     |
|                                                                     | Competição                                  | Títulos        | Temporadas                                                                          |
| São Paulo                                                           | Campeonato Paulista                         | 14             | 1926, 1927, 1936, 1941, 1944, 1952, 1955, 1960, 1961, 1966, 1972, 2011, 2018 e 2022 |
| São Paulo                                                           | Torneio Início do Campeonato Paulista       | 1              | 1964                                                                                |
| São Paulo                                                           | Campronato do Estado                        | 2              | 1976 e 1977                                                                         |
| São Paulo                                                           | Campeonato Estadual Juvenil                 | 1              | 2000                                                                                |
| São Paulo                                                           | Copa Ouro da APF                            | 1              | 2007                                                                                |
| São Paulo                                                           | Festival TSFC                               | 2              | 2022 e 2023                                                                         |
| São Paulo                                                           | São Paulo Cup                               | 1              | 2015                                                                                |
| São Paulo                                                           | Copa Buh                                    | 1              | 2022                                                                                |

#### Categoria Sub-16
| INTERNACIONAIS | INTERNACIONAIS                          | INTERNACIONAIS | INTERNACIONAIS    |
|                | Competição                              | Títulos        | Temporadas        |
| -------------- | --------------------------------------- | -------------- | ----------------- |
| China          | Future Cup International                | 1              | 2017              |
| Japão          | Saitama International Football Festival | 1              | 2018              |
| NACIONAIS      |                                         |                |                   |
|                | Competição                              | Títulos        | Temporadas        |
| São Paulo      | FAM Cup - Série Prata                   | 3              | 2018, 2019 e 2020 |
| Santa Catarina | Copa Cidade de Blumenau                 | 1              | 2017              |
| ESTADUAIS      |                                         |                |                   |
|                | Competição                              | Títulos        | Temporadas        |
| São Paulo      | Torneio Paulista                        | 1              | 2016              |

#### Categoria Sub-15
| INTERNACIONAIS | INTERNACIONAIS                            | INTERNACIONAIS | INTERNACIONAIS                                                    |
|                | Competição                                | Títulos        | Temporadas                                                        |
| -------------- | ----------------------------------------- | -------------- | ----------------------------------------------------------------- |
| Brasil         | Torneio Intercâmbio Harmonia Brasil-Japão | 4              | 1999, 2008, 2010 e 2017                                           |
| Itália         | We Love Football                          | 2              | 2018 e 2019                                                       |
| Argentina      | Torneio Sul-Americano                     | 1              | 1984                                                              |
| China          | Evergrande Cup                            | 1              | 2019                                                              |
| Coreia do Sul  | Jeju International                        | 1              | 2019                                                              |
| Países Baixos  | Marveld Tournament                        | 1              | 2023                                                              |
| NACIONAIS      |                                           |                |                                                                   |
|                | Competição                                | Títulos        | Temporadas                                                        |
| Brasil         | Nike Premier Cup                          | 2              | 2017 e 2021                                                       |
| São Paulo      | Taça São Paulo                            | 3              | 1978, 1981 e 1991                                                 |
| São Paulo      | Copa Votorantim                           | 1              | 2018                                                              |
| Paraná         | Copa Brasil                               | 1              | 2012                                                              |
| Bahia          | Copa 2 de Julho                           | 1              | 2019                                                              |
| Pernambuco     | Aldeia Cup                                | 1              | 2023                                                              |
| ESTADUAIS      |                                           |                |                                                                   |
|                | Competição                                | Títulos        | Temporadas                                                        |
| São Paulo      | Campeonato Paulista                       | 11             | 1957, 1959, 1960, 1965, 1985, 2016, 2017, 2019, 2021, 2022 e 2023 |
| São Paulo      | Festival TSFC                             | 2              | 2022 e 2023                                                       |

Outros títulos
- Campeonato Paulista Dente de Leite: 2 (1978 e 1998)
- Campeonato Estadual Dente de Leite: 1 (1999)
- Campeonato Regional Dente de Leite: 1 (2000)
- Copa São Paulo de Futebol: 1 (1994)

#### Categoria Sub-14
| INTERNACIONAIS | INTERNACIONAIS                            | INTERNACIONAIS | INTERNACIONAIS                |
|                | Competição                                | Títulos        | Temporadas                    |
| -------------- | ----------------------------------------- | -------------- | ----------------------------- |
| Estados Unidos | CONMEBOL Magic Cup                        | 1              | 2022                          |
|                | CONMEBOL Fiesta Evolución                 | 1              | 2022                          |
| Brasil         | EFIPAN                                    | 5              | 1983, 1984, 2017, 2018 e 2020 |
| Japão          | Tokyo International Football Tournament   | 3              | 2018, 2019 e 2023             |
| Brasil         | Dani Cup                                  | 1              | 2018                          |
| Brasil         | Torneio Intercâmbio Harmonia Brasil-Japão | 1              | 2019                          |
| Estados Unidos | Club America Cup                          | 1              | 2024                          |
| NACIONAIS      |                                           |                |                               |
|                | Competição                                | Títulos        | Temporadas                    |
| Paraná         | Copa Umbro                                | 2              | 2021 e 2023                   |
| Santa Catarina | Campeonato Brasileiro Mirim               | 1              | 2018                          |
| Pernambuco     | Aldeia Cup                                | 1              | 2022                          |
| ESTADUAIS      |                                           |                |                               |
|                | Competição                                | Títulos        | Temporadas                    |
| São Paulo      | Campeonato Paulista                       | 1              | 2023                          |
| São Paulo      | Paulista Cup                              | 2              | 2017 e 2022                   |
| São Paulo      | Festival Desportivo Brasil                | 2              | 2019 (1) e 2019 e (2)         |
| São Paulo      | Supercopa São Paulo                       | 1              | 2007                          |

#### Categoria Sub-13
| INTERNACIONAIS    | INTERNACIONAIS                 | INTERNACIONAIS | INTERNACIONAIS                |
|                   | Competição                     | Títulos        | Temporadas                    |
| ----------------- | ------------------------------ | -------------- | ----------------------------- |
| Japão             | Mito HollyHock Cup             | 2              | 2018 e 2019                   |
| Japão             | Funroots Cup                   | 1              | 2019                          |
| Rússia            | Burchalkin Cup                 | 1              | 2024                          |
| NACIONAIS         |                                |                |                               |
|                   | Competição                     | Títulos        | Temporadas                    |
| Brasil            | Liga de Desenvolvimento da CBF | 2              | 2021 e 2024                   |
| Santa Catarina    | Copa Cidade de São Ludgero     | 4              | 2017, 2019, 2022 e 2023       |
| Rio Grande do Sul | Taça Brasil de Campo Bom       | 2              | 2019 e 2020                   |
| São Paulo         | Copa Integração                | 2              | 2023 e 2024                   |
| Rio Grande do Sul | Copa de Futebol Cidade Verde   | 1              | 2017                          |
| Paraná            | Laranjeiras Cup                | 1              | 2024                          |
| ESTADUAIS         |                                |                |                               |
|                   | Competição                     | Títulos        | Temporadas                    |
| São Paulo         | Campeonato Paulista            | 5              | 1994, 2016, 2018, 2022 e 2023 |
| São Paulo         | Copa Ouro da APF               | 2              | 2017 e 2019                   |

#### Categoria Sub-12
| INTERNACIONAIS    | INTERNACIONAIS                      | INTERNACIONAIS | INTERNACIONAIS    |
|                   | Competição                          | Títulos        | Temporadas        |
| ----------------- | ----------------------------------- | -------------- | ----------------- |
| Japão             | Copa PUMA Toreros                   | 2              | 2018 e 2019       |
| Brasil            | Ibercup                             | 2              | 2020 e 2022       |
| China             | Hainan Qiongzhong International Cup | 1              | 2019              |
| Japão             | Carpesol International Challenge    | 1              | 2019              |
| NACIONAIS         |                                     |                |                   |
|                   | Competição                          | Títulos        | Temporadas        |
| Rio Grande do Sul | Copa de Futebol Cidade Verde        | 2              | 2019 e 2020       |
| Paraná            | Laranjeiras Cup                     | 1              | 2023              |
| ESTADUAIS         |                                     |                |                   |
|                   | Competição                          | Títulos        | Temporadas        |
| São Paulo         | Paulista Cup                        | 1              | 2022              |
| São Paulo         | Sanca Cup                           | 3              | 2019, 2023 e 2024 |
| São Paulo         | Copa Avanhandava                    | 1              | 2018              |
| São Paulo         | Festival Futebol Base               | 1              | 2014              |

#### Categoria Sub-11
| INTERNACIONAIS | INTERNACIONAIS             | INTERNACIONAIS | INTERNACIONAIS                |
|                | Competição                 | Títulos        | Temporadas                    |
| -------------- | -------------------------- | -------------- | ----------------------------- |
| Brasil         | GO Cup                     | 4              | 2018, 2019, 2023 e 2024       |
| Japão          | Bellmare International Cup | 3              | 2016, 2017 e 2018             |
| Brasil         | Dani Cup                   | 1              | 2019                          |
| NACIONAIS      |                            |                |                               |
|                | Competição                 | Títulos        | Temporadas                    |
| São Paulo      | Leme Cup                   | 1              | 2019                          |
| Paraná         | Laranjeiras Cup            | 1              | 2024                          |
| ESTADUAIS      |                            |                |                               |
|                | Competição                 | Títulos        | Temporadas                    |
| São Paulo      | Campeonato Paulista        | 5              | 2008, 2015, 2016, 2017 e 2023 |
| São Paulo      | Copa Ouro da APF           | 1              | 2019                          |
| São Paulo      | Sanca Cup                  | 1              | 2023                          |

#### Categoria Sub-10
| INTERNACIONAIS | INTERNACIONAIS        | INTERNACIONAIS | INTERNACIONAIS          |
|                | Competição            | Títulos        | Temporadas              |
| -------------- | --------------------- | -------------- | ----------------------- |
| Brasil         | Ibercup               | 4              | 2018, 2019, 2022 e 2023 |
| Brasil         | Dani Cup              | 2              | 2019 e 2022             |
| Brasil         | GO Cup                | 2              | 2023 e 2024             |
| NACIONAIS      |                       |                |                         |
|                | Competição            | Títulos        | Temporadas              |
| Paraná         | Laranjeiras Cup       | 2              | 2023 e 2024             |
| ESTADUAIS      |                       |                |                         |
|                | Competição            | Títulos        | Temporadas              |
| São Paulo      | Sanca Cup             | 2              | 2023 e 2024             |
| São Paulo      | Copa Buh              | 1              | 2023                    |
| São Paulo      | Festival Futebol Base | 1              | 2014                    |

#### Categoria Sub-9
| INTERNACIONAIS | INTERNACIONAIS | INTERNACIONAIS | INTERNACIONAIS |
|                | Competição     | Títulos        | Temporadas     |
| -------------- | -------------- | -------------- | -------------- |
| São Paulo      | Dani Cup       | 1              | 2023           |
| Bahia          | Dani Cup       | 1              | 2023           |

Futebol feminino
- Conmebol Libertadores: 2022
- Campeonato Paulista: 2001 e 2022
- Copa Paulista: 2019 e 2021
- Campeão dos Jogos Regionais: 2005, 2008, 2010

 Campeão Invicto

## Títulos em outros esportes
Ao longo dos seus mais de 100 anos de existência, a Sociedade Esportiva Palmeiras conquistou títulos em nada menos que 37 modalidades esportivas diferentes. Várias dessas modalidades esportivas foram desativadas no clube. Estima-se que o Palmeiras conquistou em torno de 16.500 títulos,[carece de fontes?] considerando-se somente as conquistas do clube, não sendo, portanto incluídos os títulos e medalhas individuais conquistadas pelos seus atletas.
Nas relação abaixo, está uma parte dessas conquistas.

## Futebol de Salão
Masculino
Categoria Adulto
- Copa Intercontinental de Futsal Mundial: 1981
- Campeonato Sulamericano: 1971 e 1972
- Campeonato Paulista: 7 vezes (1965, 1968, 1969, 1970, 1974, 1976 e 2010).
- Campeonato Metropolitano: 13 vezes (1965, 1966, 1968, 1969, 1970, 1972, 1974, 1975, 1977, 1979, 1991, 1993 e 2003).
- Taça Cidade de São Paulo: 2 vezes (1978 e 2003).
- Troféu Governador do Estado: 1977.
- Campeonato Sul-americano de Clubes: 2 vezes (1971 e 1972).
- Copa Rio-São Paulo-Minas: 2003.
- Copa Topper de Futsal: 2 vezes (2001 e 2003).
- Taça Brasil: 1970
- Copa TV TEM: 2009,2010
- Super Copa TV TEM: 2009,2010
- Jogos Regionais de São Roque: 2009
- Troféu Piratininga de Seleções: 2009

Categoria Juvenil
- Campeonato Estadual: 1967, 1968, 1969, 1971, 1972, 1973, 1975, 1978, 1979, 1980, 1981, 1984 e 2014
- Campeonato Metropolitano: 1963, 1966, 1967, 1968, 1969, 1971, 1972, 1973, 1974, 1975, 1976, 1981, 1982 e 2015
- Taça Cidade de São Paulo: 1978, 1979 e 1991
- Troféu Walter de Almeida: 1986
- Troféu Inconfidência: 1987
- Troféu Interclubes: 1989 e 1990

Categoria Infanto-Juvenil 
- Campeonato Estadual: 1972, 1976, 1977
- Campeonato Metropolitano: 1972, 1974, 1986  e 2015(invicto)

Categoria Infantil
- Campeonato Estadual: 1963, 1970, 1973, 1974, 1979, 1980 e 2010 (invicto)
- Campeonato Metropolitano: 1966, 1967, 1968, 1969, 1970, 1974, 1978, 1979, 1980, 1984, 1987, 2014
- Taça Brasil: 1984
- Taça Cidade de São Paulo: 1985 1987 e 1990
- Troféu Proclamação da República: 1984
- Troféu Habib Mahfuz: 1984
- Copa Finta: 2009

Categoria Mirim
- Campeonato Estadual: 1978, 1993 e 2015
- Campeonato Metropolitano: 1966, 1971, 1972, 1973, 1975, 1977, 1978, 1989 e 2015

Categoria Pré - Mirim
- Campeonato Estadual: 1982, 1990, 1992 e 1997
- Campeonato Metropolitano: 1982 e 1991

Categoria Fraldinha
- Campeonato Metropolitano:  1997 e 2015
- Campeonato Estadual: 2015

Categoria Pré - Fraldinha
- Campeonato Estadual: 1992

Categoria Chupetinha
- Campeonato Estadual: 1995 e 2014(invicto)
- Campeonato Metropolitano: 1995
- Copa Portuário dos Santos: 2012

Categoria Mamadeira
- Campeonato Metropolitano: 1996 e 2012
- Copa Portuário dos Santos: 2012

Categoria Veterano
- Campeonato Metropolitano: 1966

Categoria Aspirantes
- Torneio Início do Campeonato Paulista: 1965

Categoria Feminino
- Taça Brasil de Clubes: 2008
- Copa Internacional de Logrono:2008
- Campeonato Estadual: 2008
- Taça dos Invictos: 2008
- Campeonato Metropolitano Universitário: 2008 e 2009
- Jogos Universitários Brasileiros: 2008 e 2009
- Jogos Regionais: 2008,2009 e 2010
- Troféu Piratininga de Seleções: 2009 e 2010
- Jogos da Cidade de São Paulo: 2009
- Copa Capela de Futsal Feminino: 2009
- Jogos Regionais de Santo André: 2009
- Olimpíada Universitária Paulista: 2009
- Jogos Universitários Brasileiro: 2009
- Jogos Abertos do Interior 2009
- Campeonato Paulista: 2011

Categoria Sub-20 Feminino
- Troféu Piratininga de Seleções: 2008 e 2010
- Campeonato Paulista: 2008
- Taça dos Invictos :2008
- Campeonato Estadual: 2009 e 2010
- Taça Brasil: 2010

Categoria Sub-17 Feminino
- Campeonato Estadual: 2012
- Campeonato Paulista: 2008
- Copa Capela: 2009

Todas as categorias
- Troféu Campeão do Século XX: 2001

## Futebol Society
Masculino
- Campeonato Paulista: 2008
- Copa Sudeste: 2009

## Hóquei no Gelo
Adulto Masculino
- São Paulo Ice Hockey Championship (primeira competição oficial de Hóquei no Gelo no Brasil): 2015

Categoria Infantil
- São Paulo Ice Hockey Championship (primeira competição oficial de Hóquei no Gelo no Brasil): 2015

## Hóquei em Patins
Adulto Masculino
- Campeonato Brasileiro: 1968, 1974,1978, 1979, 1994, 2002
- Campeonato Nacional :2013
- Campeonato Brasileiro Adulto: 2009 e 2013
- Campeonato Paulista: 1929, 1933, 1956, 1957, 1958, 1964, 1972, 1978, 1995, 1996,2009 e 2011
- Copa Paulista: 2007,2011 e 2012
- Taça Caridade: 1932
- Taça FPHP: 1962
- Taça Italo Ciambelli: 1950
- Copa Internacional Hyada Torlay:1980
- Taça Gallo: 1957
- Taça ACEPA: 1964
- Taça ACESP: 1964
- Taça Amizade: 1962
- Taça José Roberto Ballelo: 1961
- Taça Portuguesa do Rio de Janeiro: 1977
- Taça José de Araújo Braga: 1951
- Taça Miguel Veiga: 1970
- Taça Nelson Serra: 1959
- Taça Paulo Mancilla: 1979
- Taça Cidade de São Paulo: 1960, 1965, 1966, 1969, 1994, 1995, 1996, 1997, 1998, 1999, 2000 e 2002
- Taça Sylvio Magalhães Padilha: 1978, 1979 e 1980
- Taça TV Record: 1956, 1957 e 1966
- Taça Valdir Novaes: 1972
- Taça Inauguração da quadra da AABB: 1985
- Torneio AABB: 1993
- Torneio da Amizade: 1991
- Torneio Caio Novaes: 1966
- Torneio Cone Sul: 1992
- Torneio Início: 1982
- Torneio Federação Paulista: 1965 e 1992
- Torneio Humberto Marine: 1979
- Torneio Internacional da Cidade de Santos: 1961, 1963, 1984, 1993
- Torneio Osvaldo Bocaminni: 1960
- Torneio da Sociedade Esportiva Palmeiras: 1966 e 1974
- Torneio da Portuguesa de Desportos: 1956, 1974 e 1994
- Torneio Rio - São Paulo: 1965
- Torneio Vina del Mar: 1976

Aspirantes
- Campeonato Paulista: 1956, 1972, 1973, 1974, 1975, 1976, 1977, 1978, 1979, 1981, 1983, 1984, 1985, 1986 e 1987
- Torneio da Sociedade Esportiva Palmeiras: 1974

Juvenil
- Campeonato Brasileiro: 1985 e 1993
- Campeonato Paulista: 1982, 1985, 1986, 1991, 1992, 1993, 1995, 1998 e 2009
- Torneio Aberto de São Paulo: 1999
- Torneio de Curitiba: 1983
- Torneio Início: 1990, 1992, 1994 e 1998
- Torneio Internacional de Santos: 1994 e 1995
- Torneio de Teresópolis: 1983

Infantil
- Campeonato Paulista: 1947, 1948, 1949, 1950, 1964, 1978, 1979, 1991 e 2009
- Taça São Paulo: 1982, 1983 e 1992
- Taça Inauguração da Quadra da AABB: 1985
- Torneio CCP: 1993
- Torneio Início: 1966, 1982, 1983, 1991, 1992, 1995, 1996 e 1997
- Torneio Interncional da Cidade de Santos: 1992
- Torneio Ricardo Oliveira Júnior: 1995

Mirim
- Campeonato Brasileiro: 1986
- Campeão Sul Americano: 2014
- Campeonato Paulista: 1978, 1979, 1980, 1986, 1991, 1994 e 2008
- Copa São Paulo: 2014
- Taça São Paulo: 1993
- Taça Inauguração da Quadra da AABB: 1985
- Torneio da Amizade: 1991
- Torneio do São Paulo FC: 1978, 1979 e 1980

Pré Mirim
- Campeonato Paulista: 2008

Categoria Feminina
- Campeonato Brasileiro: 1993 e 1995
- Campeonato Paulista: 1992, 1993, 1994 e 1995
- Torneio da Cidade de Recife: 1996
- Torneio Internacional da Cidade de Santos: 1993
- Torneio da Portuguesa de Desportos: 1994
- Taça Teresópolis: 1993
- Taça Portuguesa de Recife: 1996

Veteranos e Master
- Campeonato Brasileiro de Master: 1998
- Campeonato Paulista de Veteranos: 1986
- Torneio Internacional da Cidade de Santos: 1985

## Hóquei em Linha
Adulto
- Copa Brasil: 2002, 2007
- Campeão Brasileiro (invicto): 2009
- Campeonato Nacional: 2013
- Campeonato Brasileiro Adulto: 2009, 2013
- Copa Paulista: 2007,2009 e 2011
- Torneio de Bragança: 1998

Juvenil
- Campeonato Brasileiro: 2002
- Campeonato Sulamericano: 2009
- Copa São Paulo: 2015
- Campeonato Paulista: 2000, 2002, 2003,2009, 2012 e 2015
- Torneio Aberto: 1998 e 2012
- Torneio de Bragança: 1999
- Torneio Nacional: 1999 e 2000

Infantil
- Campeonato Brasileiro: 2000
- Campeonato Paulista: 1999, 2001 e 2009
- Copa São Paulo: 2007
- Torneio Aberto de São Bernardo do Campo: 1999
- Torneio Nacional: 1998
- Copa São Paulo: 2016

Mirim
- Campeonato Paulista: 1998, 2008 e  2014
- Torneio Nacional: 1998

## Basquete
Adulto Masculino
- Copa Interamericana: 1974.
- Torneio Internacional Argentina-Uruguai: 1966.
- Campeonato Brasileiro: 1977.
- Copa Brasil Sudeste: 2012.
- Campeonato Paulista de Basquete Masculino: 8 vezes (1932, 1933, 1934, 1958, 1961, 1963, 1972 e 1974).
- Campeonato Paulista da Capital: 12 vezes (1928, 1929, 1931, 1932, 1933, 1934 (invicto), 1935, 1958 (invicto), 1972, 1974 (invicto), 1975, 1976).
- Campeonato Paulista - Série A-2: 2011.
- Torneio Rio São Paulo: 4 vezes (1933, 1958, 1959, 1962 (invicto)).
- Torneio Início do Campeonato Paulista de Basquete Masculino: 5 vezes (1930, 1931, 1933, 1934, 1935).
- Torneio de Preparação da FPB: 10 vezes (1943, 1958, 1960, 1963, 1964, 1968, 1972, 1973, 1976, 1977).
- Torneio de Preparação Luciano Marrano: 5 vezes (1958, 1960, 1963, 1964 e 1968).
- Torneio Jubileu de Prata de Londrina: 1958.
- Torneio Eficiência Delfino Facchina: 1960.
- Torneio Afonso Paulino: 1967.
- Torneio de Preparação Alfonso Reinaldo Gallucci: 2 vezes (1976 e 1977).
- Torneio de Aniversário da FPB: 1976.
- Campeonato Popular da Gazeta Desportiva: 1935.

Pré-mirim-sub12
- Campeonato da Grande São Paulo: 3 vezes (2013, 2014(invicto) e 2015(invicto))
- Campeonato Estadual: 2 vezes (2013 e 2014)
- Campeonato Paulista: 1990
- Torneio Sulamericano de Mar del Plata: 2 vezes (2011 e 2012).
- Torneio de Preparação da FPB: 2 vezes (1965 e 1982).

Mini-sub13
- Campeonato Estadual: 4 vezes (1976, 1987, 1990, 2012).
- Torneio Sulamericano de Mar del Plata: 2012
- Campeão Paulista: 2009(série prata).
- Campeonato da Grande São Paulo: (2015).
- Campeonato Paulista: 6 vezes (1970, 1971, 1975, 1981, 2008 e 2009).
- Torneio de Preparação da FPB: 2 vezes (1970 e 1971).

Mirim-sub14
- Torneio Preparatório FPB: 2016
- Campeonato Estadual: 4 vezes (1979, 1983, 2011 e 2013).
- Torneio Início Campeonato Paulista: 2 vezes (1973 e 1989)
- Campeonato da Grande São Paulo: 2 vezes (2012 e 2013).
- Campeonato Paulista: 14 vezes (1961, 1962, 1963, 1964, 1965, 1973, 1979, 1982, 1983, 1989, 1992, 2006, 2007 e 2011).
- Torneio de Preparação da FPB: 5 vezes (1973, 1977, 1979, 1983 e 1989).
- Copa Sudeste de Basquete – Copa Brasil: 2007.

Infantil-sub15
- Campeonato Estadual: 5 vezes (1983, 1990, 2008, 2013, 2014).
- Copa Italva: 2008.
- Campeonato da Grande São Paulo: 2013 e 2015(série prata)
- Campeonato Paulista: 16 vezes (1956, 1961, 1962, 1963, 1964, 1966, 1967, 1968, 1972, 1974, 1976, 1979, 1980, 1984, 2008 e 2010).
- Torneio de Preparação da FPB: 1984.

Infanto-juvenil-sub16
- Campeonato Estadual: 12 vezes (1961, 1962, 1963, 1964, 1965, 1967, 1969, 1974, 1979, 1980, 1985 e 2010).
- Campeonato Paulista: 1985.
- Torneio Início Campeonato Paulista: 1994
- Torneio de Preparação da FPB: 3 vezes (1974, 1980 e 1985).
- Copa Revelação: 2011.

Juvenil-sub19
- Campeonato Estadual: 8 vezes (1964, 1965, 1974, 1977, 1978, 1979, 1983 e 2015).
- Campeonato Brasileiro: 1984
- Torneio Início Campeonato Paulista: 2 vezes (1958 e 1985)
- Campeonato Paulista: 6 vezes (1966, 1967, 1973, 1975, 1977 e 1978).
- Torneio de Preparação da FPB: 8 vezes (1968, 1969, 1974, 1975, 1976, 1978, 1980 e 1986).

Feminino Adulto
- Campeonato Paulista - 3 vezes (1960, 1961 e 1962).

## Judô
Adulto
- Copa Interestadual Yokishi Kimura: 2010,2011,2012 e 2013
- Copa Cidade de São Paulo: 2010
- Copa São joão tenis Clube: 2010
- Torneio Periquito: 2010
- Copa Centenário Corinthians: 2010
- Copa Budokan-Todas as categorias: 2010
- Copa Interestadual Hiroshi Minakawa: 2010,2011 e 2012
- Meeting Sul-Brasileiro todas as categorias: 2010
- 1º Copa União - Circuito Paulistano de Judô: 2010
- Torneio Beneméritos do Judô no Brasil - todas as categorias: 2010
- Copa Sukeji Shibayama: 2011
- Torneio da Virada Esportiva: 2010, 2011 e 2012
- Torneio do São João Tênis Clube de Atibaia: 2011
- Troféu Teruyuki Endo - Centenário do Ribeirão Pires F.C: 2011
- Campeonato Estadual Regional: 2011
- Torneio do São Paulo F.C:2012
- Copa Minas Tênis Clube: 2012
- Copa São João Tênis Clube: 2012
- Copa Budokan; 2012
- Copa São Paulo: 2011, 2012 e 2013
- Campeonato Paulista - Ouro no geral com recorde de 62 ouros, 36 pratas e 24 bronzes:2013
- Copa Centro Olímpico:2013
- Jogos Regionais:2013
- Qualifying Grand Prix Feminino: 2013 e 2015
- Qualifying Grand Prix Masculino: 2015
- Circuito Pan-Americano: 2014
- Campeonato Brasileiro da Região V – Feminino: 2014
- Campeonato Paulista por equipes: 2015
- Campeonato Paulista – Peso Ligeiro: 2015
- Campeonato Paulista – Meio-Leve: 2015
- Campeonato Paulista – Meio-Médio: 2015
- Campeonato Paulista – Meio-Pesado: 2015

Sub-23 e Sub-21
- Campeão Sul-Americano – Juvenil: 2009
- Campeonato Paulista – Júnior-Médio: 2009
- Campeonato Paulista – Júnior-Pesado: 2009
- Campeonato Paulista – Júnior-Meio Leve: 2009
- Copa São Paulo – Júnior-Ligeiro: 2009
- Copa Paulista de Judô – Sub-21 Feminino: 2015
- Copa Paulista de Judô – Sub-21 Meio-Pesado Masculino: 2015
- Campeonato Pan-Americano Sub-21: 2015
- Campeonato Brasileiro da Região V – Sub-21 Meio-Pesado Feminino: 2015
- Campeonato Brasileiro da Região V – Sub-21 Meio-Pesado Masculino: 2015
- Campeonato Brasileiro Sub-21 – Meio-Pesado: 2015
- Campeonato Paulista Sub-21 (Fase Regional): 2014
- Campeonato Paulista Sub-21: 2014
- Campeonato Brasileiro Sub-23 Feminino: 2014
- Campeonato Pan-Americano Sub-21: 2014
- Campeonato Paulista sub-23: 2011 e 2013
- Campeonato Paulista - Juvenil-Meio-médio: 2009

Sub-18 a Sub-13
- Torneio Beneméritos do Judô no Brasil Pré-Juvenil: 2009
- Campeonato Brasileiro – Infanto-Juvenil: 2009
- Campeonato Brasileiro – Pré-Juvenil: 2009
- Campeonato Brasileiro – Juvenil: 2009
- Campeonato Paulista – Pré-Juvenil-Médio: 2009
- Campeonato Paulista – Infanto-Juvenil-Meio-Pesado: 2009
- Campeonato Paulista – Infanto-Juvenil-Meio-Leve: 2009
- Campeonato Paulista – Infanto-Juvenil-Leve: 2009
- Campeonato Paulista – Infantil-Meio-Pesado: 2009
- Campeonato Paulista – Infantil-Leve: 2009
- Copa São Paulo – Infanto-Juvenil-Meio-Leve: 2009
- Campeonato Paulista sub-15: 2010,2011 e 2013
- Copa Budokan sub-15: 2010
- VII Copa Minas Tênis Clube sub-15: 2011
- Torneio Beneméritos do Judô no Brasil Sub-15: 2012
- Campeonato Paulista Sub-18: 2014
- Campeonato Paulista Sub-18 (Fase Regional): 2014
- Campeonato Brasileiro da Região V – Sub-18 Leve Masculino: 2015
- Copa Paulista de Judô – Sub-18 Meio-Médio Masculino: 2015

Sub-11 e Sub-9
- Campeonato Paulista sub-11: 2010, 2011 e 2013
- Copa Budokan sub-11: 2010
- Meeting Sul-Brasileiro sub-11: 2011
- Copa São Paulo de Judô – Sub-9 Meio-Médio Masculino: 2014

Master e Sênior
- Campeonato Sul-Americano - Master-Pesado: 2009
- Copa Paulista de Judô – Sênior Ligeiro Masculino: 2015
- Copa Paulista de Judô – Master Medio-Médio Masculino: 2015
- Copa Paulista de Judô – Master Pesado Masculino: 2015
- Campeonato Brasileiro da Região V – Sênior Leve Feminino: 2015
- Campeonato Brasileiro da Região V – Sênior Leve Masculino: 2015
- Copa São Paulo de Judô – Sênio Pesado Feminino: 2014
- Copa São Paulo de Judô – Sênior Médio Feminino: 2014
- Copa São Paulo de Judô – Master Meio-Médio Masculino: 2014
- Campeonato Paulista Master: 2011

## Voleibol
Adulto Masculino
- Copa Sudeste - 2000 e 2001
- Copa Sírio Libanês - 2008
- Copa das Nações - 2008 e 2009
- Campeonato Regional Cidade de São Paulo: 2009 e 2010
- Campeonato Municipal: 2009
- Olimpíada dos Imigrantes: 2009
- Copa Challenger - 2001
- Jogos do Interior - 2001
- Jogos Regionais - 1991, 1999, 2000 e 2002
- Campeonato Paulista série B - 1991
- Taça São Paulo - 1964 e 1971
- Torneio Início - 1991
- 1º turno do Paulista - 1991

Adulto Feminino
- Campeonato Paulista série B - 1980
- Olimpiadas dos Imigrantes - 2007

Master Feminino
- Copa Deo de Voleibol Master 2007
- Copa Sul Minas 2009
- Campeonato Brasileiro: 2010
- Jogos da Cidade de São Paulo: 2010
- Jogos da Cidade de São Paulo - Duplas  Vôlei de Areia Master Feminino: 2010
- 8º Campeonato Brasileiro Open de Vôlei Master Santos  Master Feminino: 2011
- Copa Sindi-Clubes: 2015

Master Masculino
- Campeão Brasileiro: 2010
- Sampa Open: 2010
- 8º Campeonato Brasileiro Open de Vôlei Master Santos  Master Masculino: 2011

## Tênis de Mesa
- Brasileiro sênior individual - 1990
- Copa Brasil de Tênis de Mesa: 2014
- Brasileiro por equipes - 2011
- Copa Brasil Individual: 2011
- Brasileiro sênior duplas - 1990
- Jogos Abertos do Interior por equipes - 2011 e 2014
- Copa Brasil Centro-Norte-Nordeste Masculino e Feminino: 2012
- Jogos Abertos do interior feminino - 2010, 2014 e 2015
- Copa Brasil Masculino e Feminino - 2012
- Paulista masculino (Primeira Divisão) - 1959, 1960, 1961, 1962, 1966 e 1972
- Paulista feminino (Primeira Divisão) - 1960, 1961, 1962, 1963, 1964, 1965, 1966, 1967, 1968, 1969, 1972 e 1975
- Paulista individual masculino (divisão geral) - 1971
- Paulista individual feminino (divisão geral) - 1971
- Paulista individual masculino (Primeira Divisão) - 1959, 1960, 1961, 1962, 1965, 1966, 1967, 1968, 1969, 1971, 1976 e 2005
- Paulista individual feminino (Primeira Divisão) - 1961, 1966, 1967, 1968, 1969, 1970 e 1971
- Paulista duplas masculino (Primeira Divisão) - 1959, 1961, 1966, 1976 e 1979
- Paulista duplas feminino (Primeira Divisão) - 1966, 1969, 1976 e 1980
- Paulista duplas mistas (Primeira Divisão) - 1960 e 1961

## Atletismo
1ª  turma  Adulto
- Corrida de São Silvestre:1927,1929, 1930, 1932,1935, 1936, 1941, 1942 e 1944 (vide nota abaixo)
- Taça 9 de Julho : 1948
- Taça 6º volta da Independência: 1957
- Taça "A Noite": 1945
- Taça Almeida Garret: 1931
- Taça Amizade
- Taça Aniversário do Palmeiras: 1956
- Taça Arlindo Pinto Nunes: 1942
- Taça C.A Paulistano: 1930
- Taça Carlos Paiolli: 1950
- Taça Carmine Pepe Neto: 1951
- Taça Cidade de Avaré: 1957
- Taça Circuito São Paulo: 1931
- Taça Clube Imperial: 1945
- Taça Cônsules: 1935
- Taça Corrida Serra de Araçoiaba: 1992
- Taça Corrida de Brasília-DF por equipes: 2002
- Taça Triathlon de Caiobá: 1991
- Taça Corrida de Cosmópolis: 1990
- Taça Corrida Internacional do Atlântico Sul: 1990
- Taça Corrida de Morungaba: 1990
- Taça Gonzaguinha: 1990, 1991 e 1992
- Taça Incentivo- Santo Amaro: 1990
- Taça Anti-fumo: 1990
- Taça Corrida Fogueira (Taça Fluminense): 1935, 1937
- Taça Corrida Juvinilista: 1936
- Taça Francisco Patti; 1950
- Taça Syrio: 1936
- Taça Monte Belo
- Taça Elza Andrade
- Taça Estímulo: 1936
- Taça Fundação: 1951
- Taça Gazeta Esportiva: 1949
- Taça Gen. Maurício Cardozo: 1940, 1942, 1949 e 1950
- Taça Germânia: 1933
- Taça Gianni: 1933, 1934 e 1935
- Taça Gianinni: 1935
- Taça Gonzales: 1935
- Taça Hélio Vernter: 1935
- Taça Joel Nelli: 1934
- Taça José Agnello: 1938
- Taça José Centofante: 1939
- Taça Novelis Calichio
- Taça Nestor Gomes
- Taça Ovomaltine: 1930
- Taça PG: 1935
- Taça Raul Barbetta: 1930
- Taça Romeu Barbetta: 1930
- Taça Raul Batista
- Taça Rústica Fanfulla: 1928
- Taça Santa Helena: 1948
- Taça São João: 1931
- Taça Sport Club Centenário: 1936
- Taça Tamoyo: 1942
- Taça Volta do Chapadão: 1930, 1931, 1933 e 1934
- Taça Volta do Ipiranga: 1935, 1936, 1941 e 1942
- Taça Volta do Jardim América: 1929, 1930 e 1931
- Taça Volta da Penha: 1930 e 1941
- Taça Volta de Santana (Taça Giusfredi): 1937 e 1942
- Taça Volta de São Paulo: 1929, 1931 e 1933
- Taça 15 Milhas Maratona Internacional de São Paulo: 2015
- Etapa Primavera Circuito O2 das Estações: 2015
- Campeão 23 Maratona Pão de Açúcar de Revezamento: 2015
- *Nota:' A corrida de São Silvestre foi também disputada por equipes durante muitos anos, tendo o "Palestra/Palmeiras" vencido essa competição várias vêzes. Individualmente, o Palestra venceu a competição com o atleta Heitor Blasi em 1927.

2º turma
- Corrida de São Silvestre: 1937
- Taça Go-Mar: 1950
- Taça Joel Nelli: 1950
- Taça CMTC: 1957
- Taça Corrida da Fogueira: 1937
- Taça Cortume Franco-Brasileiro: 1942 (turma da Água Branca) 1942 (turma da Lapa)
- Taça Volta do Chapadão: 1937
- Taça Volta da Penha: 1942

3º turma
- Corrida de São Silvestre: 1925, 1938, 1939 e 1944
- Taça Gen. Maurício Cardozo: 1943
- Taça Aniversário do Palmeiras (Taça Luigi Cervo): 1957
- Taça Antônio Derviste: 1957
- Taça Corrida da Fogueira
- Taça Cortume Franco-Brasileiro: 1939 (turma da Água Branca) 1939 (turma da Lapa)
- Taça Volta do Chapadão: 1950
- Taça Volta do Ipiranga: 1942
- Taça Volta de Osasco: 1950
- Taça Volta da Penha: 1943

4º turma
- Corrida de São Silvestre: 1944
- Taça Go-Mar: 1951 e 1952
- Taça Ademar de Barros: 1950
- Taça Sport Club Camizala: 1951
- Taça Volta do Ipiranga: 1951
- Taça Volta da Penha: 1943

5º turma
- Taça Liga Paulista: 1940
- Taça E.C Eliana: 1947
- Taça Volta do Ipiranga: 1947 e 1950

6º turma
- Taça São Paulo - Santo Amaro: 1937

7º turma
- Taça Volta do Ipiranga: 1937

Juvenil
- Taça Diário da Noite: 1937

Infantil
- Taça Gazeta Esportiva: 1937

Veteranos
- Taça Lojas Paulista: 1937
- Corrida de São Paulo: 1957

Feminino
- Campeonato Paulista - 2º divisão: 1951 e 1953
- Taça Gonzaguinha: 1990, 1991 e 1992
- Taça Palestra Itália vs Tietê: 1941
- Taça Osvaldo Cruz: 1990
- Taça Corrida Serra de Araçoiaba: 1992
- Taça Corrida Carrefour: 1992
- Taça Corrida da Primavera: 1991
- Taça São Paulo - Carrefour: 1992
- Taça Souza Ramos: 1990
- Campeonato Brasileiro de Revezamento: 1992
- Taça Santa Therezinha: 1957

Feminino Juvenil
- Campeonato Paulista - 1º categoria: 1946 e 1947
- Campeonato Paulista - 2º categoria: 1946

## Halterofilismo
Adulto
- Copa Macedo: 1982, 1983, 1984, 1985, 1986, 1987, 1988, 1990, 1991 e 1992
- Campeão Estadual-Todas as categorias unificadas:
- Torneio Nacional Interclubes: 2009, 2010, 2011, 2013, 2014, 2015
- Copa do Brasil: 2011
- Torneio Azes de Ouro: 2007, 2009, 2011, 2012
- Campeonato Paulista: 2010, 2011, 2012, 2013, 2014
- Copa Paulista: 2003, 2005, 2006, 2007, 2011, 2012, 2013
- Copa São Paulo / Aberto: 2003 e 2004
- Copa São Paulo: 1993, 1996, 1997, 1998, 2001,2007, 2008, 2010, 2012, 2013
- Taça de Fim de Ano - Melhores do Estado: 1977, 1978, 1979, 1980, 1981, 1991, 1994, 1995, 1999, 2001, 2002, 2003 e 2004 -
- Troféu Eficiência-Todas as categorias: 2007 e 2008
- Troféu Eficiência: 2009
- Jogos da Grande São Paulo: 1973, 1974, 1975, 1977, 1979 e 1981
- Aberto Paulista: 1960, 1963, 1964, 1965, 1969, 1970, 1973, 1974, 1975, 1976, 1979, 1980, 1981, 1982, 1983, 1984, 1985, 1986, 1987, 1988, 1989, 1990 e 1991
- Campeonato Paulista: 1953, 1957, 1958, 1959, 1960, 1962, 1963, 1965, 1967, 1969, 1970, 1974, 1975, 1976, 1979, 1980, 1984, 1986, 1987, 1989 e 1996
- Paulista Básico: 1964, 1968, 1969 e 1970
- Paulista Estímulo: 1969, 1971, 1976, 1980, 1981, 1985 e 1986
- Campeonato Paulista Popular de Arremesso: 1963, 1966, 1974, 1975, 1976, 1977, 1978, 1983, 1985, 1986, 1988 e 1989
- Campeonato Popular da Gazeta: 1962 e 1963
- Taça Andrade Figueira: 1985
- Taça Caio Pompeu de Toledo: 1987
- Taça Eficiência: 1967, 1991, 1994, 1995, 1997, 1998, 2002 e 2003
- Taça Franco Montoro: 1984, 1985 e 1987
- Taça Governador de São Paulo: 1987
- Taça João Jafet: sem a data
- Taça S.E Palmeiras vs Liga Santista: 1961
- Taça São Paulo: 1971, 1974, 1976, 1977, 1980, 1981, 1982, 1983 e 1984
- Taça Fisiculturismo de São Paulo: 1988
- Taça Silvio Santos: 1971
- Torneio da Amizade, S.E Palmeiras vs E.C Pinheiros: 1962 e 1972
- Torneio Az de Ouro: 1991
- Torneio da Independência: 1980, 1981, 1982 e 1983
- Torneio Início: 1996 e 1997
- Torneio Nacional: 1966, 1971, 1985, 1986, 1988 e 1990
- Torneio Paulistano: 1982, 1983 e 1984
- Torneio Periquito: 1994, 1995, 1996, 1997, 1998 e 1999
- Torneio Seleção: 1966
- Torneio Sérgio Vidal: 1967

Juvenil
- Copa Paulista: 2003, 2004, 2005, 2006, 2007, 2008, 2009, 2010, 2013, 2014
- Copa Brasil Interclubes: 2009
- Campeonato Brasileiro: 2015 e 2016
- Copa São Paulo / Aberto: 2003, 2004 e 2014
- Copa São Paulo: 1996, 1997, 1998, 2000, 2001, 2002 ,2005, 2006, 2007, 2008, 2009, 2010
- Paulista Aberto de Arremesso: 1972
- Paulista Aberto: 1971, 1973, 1974, 1975, 1976, 1977, 1978, 1979, 1980, 1981, 1982, 1983, 1984, 1985, 1986 e 1992
- Campeonato Paulista: 1964, 1970, 1973, 1974, 1975, 1976, 1977, 1979, 1980, 1981, 1983, 1984, 1987, 1988, 1991, 1992, 1994, 1996, 1997, 1998, 2000, 2001, 2002, 2003, 2004,2005, 2006, 2007, 2008, 2009, 2010, 2014
- Torneio Az de Ouro: 1999, 2000, 2002,2007, 2008, 2009
- Taça Eficiência: 2009
- Torneio Nacional: 1981, 1987, 1995, 1996, 1997, 1998, 1999, 2002, 2005, 2006, 2007, 2008, 2009, 2010, 2013, 2014, 2015

Infanto-Juvenil
- Olimpíada: 1974, 1977, 1978, 1979 e 1980

Infantil
- Copa São Paulo: 2002
- Paulista Aberto: 1977, 1978, 1979, 1980, 1982, 1983, 1985, 1986, 1991 e 1992
- Campeonato Paulista: 1974, 1975, 1976, 1977, 1980, 1981, 1983, 1084, 1986, 1989, 1991, 1993, 1994 e 1995

Novos
- Campeonato Paulista: 1960, 1963, 1974, 1975, 1976, 1977, 1978, 1979, 1980, 1983, 1984, 1985, 1986 e 1987

Estreantes
- Campeonato Paulista: 1961, 1962, 1963, 1964, 1969, 1974, 1975, 1976, 1978, 1979, 1983, 1986 e19 87
- Paulista Básico: 1963, 1966 e 1970

Feminino
- Copa Paulista: 2003,2004, 2005, 2006, 2007, 2008 e 2009
- Copa São Paulo / Aberto: 2003, 2004 e 2014
- Copa São Paulo: 1994, 1995, 1998, 2001, 2002, 2005, 2006 , 2007 e 2013
- Paulista Aberto: 1991
- Campeonato Paulista: 1992, 1993, 1994, 1995, 1996, 1997, 1999, 2000, 2001, 2002, 2003, 2004,2005, 2006, 2007, 2008, 2009, 2013 e  2014
- Torneio Az de Ouro: 1991, 1997, 1999, 2000, 2002, 2003, 2004, 2005, 2006, 2007 e 2012
- Torneio Início: 1996 e 1997
- Torneio Nacional; 1994, 1997, 1998, 2002, 2003, 2004. 2005, 2006, 2007, 2008, 2013, 2014 e  2015
- Torneio Periquito: 1994, 1995, 1996, 1997, 1998 e 1999
- Campeão Brasileiro Interclubes: 2015

Master
- Copa São Paulo / Aberto: 2003
- Campeonato Paulista: 1985, 1987, 1989, 1991, 1994, 2000, 2001 e 2003

Veteranos
- Taça Cirino Vaz de Lima: 1988 e 1989
- Torneio de São José do Rio Preto: 1985

## Motonáutica
- Campeonato Brasileiro: 1980, 1981, 1982 e 1992
- Campeonato Paulista: 1980, 1981, 1982, 1983, 1984, 1985, 1986, 1987, 1988, 1989, 1990, 1991 e 1992
- Pré Brasileiro: 1991 e 1992
- Torneio Interestadual: 1978
- Torneio de Verão: 1981

## Taekwondo
Adulto
- World Open-San Luis México: 2009

Juvenil
- Campeonato Brasileiro: 2009

## Esgrima
Adulto Masculino
- Taça São Paulo: 1929, 1931 e 1933
- Taça José Cuffari: 1943 e 1944
- Taça Sociedade Esportiva Palmeiras: 1943 e 1944
- Taça Raul Leme Monteiro: 1947
- Taça Clube de Regatas Tiête: 1944
- Taça Vallim: 1943 e 1944
- Campeonato Paulista de Espadas: 1925
- Campeonato Paulista de Espadas ao ar livre: 1933 e 1934
- Torneio Início: 1933 e 1934

Feminino
- Campeonato Paulista: 1950 e 1951

## Tiro com Arco
Adulto
- Campeonato Brasileiro: 1980, 1981, 1982, 1983,1989 e 2014
- Campeonato Brasileiro Indoor: 1996
- Campeonato Paulista: 1978, 1979, 1980, 1981, 1982 e 1983
- Campeonato Paulista Indoor: 1991, 1992, 1993, 1995, 2000 e 2004
- Campeonato Paulista Outdoor: 1991, 1992, 1993 e 1995
- Aberto Paulista: 1990
- Troféu Fita Azul: 1980, 1981 e 1990
- Torneio Periquito: 1980, 1990, 1991, 1992, 1993 e 2001
- Campeão Brasileiro Olimpico:2015

Juvenil
- Campeonato Brasileiro: 1980
- Campeonato Paulista: 1978 e 1980
- Campeonato Paulista Indoor: 1990
- Torneio Bandeirante: 1980

Infantil
- Campeonato Paulista Indoor: 1990

Feminino
- Campeonato Brasileiro: 1992
- Campeonato Paulista: 1978, 1979, 1980, 1981, 1982, 1983 e 1992
- Campeonato Paulista Indoor: 1995
- Campeonato Paulista Outdoor: 1995
- Paulista Recurvo: 1996
- Troféu Periquito: 1980

Feminino Juvenil
- Campeonato Paulista: 1980

## Saltos Ornamentais
Adulto
- Campeonato Paulista: 1961, 1962, 1963, 1964, 1965, 1966, 1967, 1968, 1969 e 1970
- Taça Artur Busin: 1963
- Taça Brasil: 1962 e 1963
- Taça Cosmo Barbatto: 1961
- Taça Dia do Desporto Amador: 1968
- Taça Major Bianco: 1965
- Taça Nelson Sanches: 1963
- Taça Saltos Ornamentais: 4 taças em 1962

Infanto - Juvenil
- Olimpíada Paulista: 1976
- Campeonato Paulista: 1962, 1964, 1965, 1966, 1968 e 1969
- Taça Artur Busin: 1964 e 1966

Júnior
- Campeonato Paulista: 1962, 1963, 1964 e 1965

Novos
- Campeonato Paulista: 1961, 1962, 1963, 1964, 1965 e 1969

Estreantes
- Campeonato Paulista: 1967 e 1976

## Futebol de Mesa
Principal
- Campeão Brasileiro [Equipes]: 2007,2008,2009,2012 e 2013
- Campeão Mundial: 2009, 2015
- Campeão Sulamericano [Equipes]: 2014 e 2015
- Campeão Brasileiro [Individual]: 2002[Quinho], 2003[Quinho], 2007[Quinho],2009 e 2011
- Copa do Brasil: 2012 e 2015
- Copa Paulista: 2011
- Campeão Paulista [Equipes]: 1990, 1992, 1998, 2003, 2007, 2013 e 2015
- Campeonato Paulista de Aspirantes [Equipes]:1989, 1990, 1991, 1992, 1998,2000 e 2007
- Torneio Início do Campeonato Paulista por equipes: 1993, 1995, 1997, 1998, 2009
- Taça São Paulo de Futebol de Mesa: 2012 e 2015
- Torneio Open: 2012;
- Super Open de Futebol de Mesa: 2014
- Primeiro Open de Futebol de Mesa: 2014
- Segundo Aberto Individual: 2015
- Quarto Open Individual de Futebol de Mesa-Série Ouro: 2014
- Campeão Mundial [individual]:2009[Quinho]
- Campeão 1 Pro FPFM:2015
- Campeão Taça São Paulo: 2015
- Campeão Aberto de São Paulo[Individual]: 2015[Quinho]
- Campeão Sulamericano com Jefferson do Amaral Genta [Individual]:2014
- Copa do Brasil com Jefferson do Amaral Genta [Individual]: 2015
- Campeonato Mundial na Hungria com Jefferson do Amaral Genta [Individual]:2015

Aspirantes
- Campeão Paulista [Equipes]: 2007

## Bocha
Masculina - Principal A1
- Campeão Brasileiro: 2007
- Campeonato Sulamericano: 2006
- Taça Brasil: 2007
- Campeonato Brasileiro: 2007
- Campeão Paulista: 1944, 1945, 1947, 1949, 1961, 1973, 2003, 2007 e 2009
- Torneio de Duplas do Jaraguá Clube Campestre: 2012
- Campeonato Estadual: 2009

Feminina
- Campeã Paulista: 2006, 2007, 2008, 2009, 2010, 2014, 2015 e 2016
- Copa Interestadual de BH: 2008
- Torneio início do Campeonato Paulista: 2007
- Campeonato Paulista Ponto Rafa-Tiro: 2009
- Campeonato Paulista da Primavera-Série Ouro: 2014
- Campeonato Estadual: 2007,2009, 2012 e 2015
- Campeã do Torneio Início do Campeonato Paulista: 2007.
- Vice Campeão Mundial de Bocha Individual: 2015

Mista
- Campeã Paulista: 2007.

## Ginástica Aeróbica
Juvenil
- Campeão Brasileiro: 2007
- Campeão Brasileiro [Equipes]:2008
- Troféu São Paulo: 5 títulos

Infanto-Juvenil
- Campeão Mundial ANAC: 2001
- Campeão Brasileiro [Equipes]: 2007
- Campeão Brasileiro [Equipes]: 2008
- Campeão Paulista [Equipes]: 2015

Adulto
- Campeão Paulista: 2015
- Campeão Geral Paulista:2015
- Campeão Brasileiro: 2015

## Futebol Americano
Masculino
- Campeão do Torneio Principal de Flag da Liga Paulista: 2010
- Campeão do Torneio Início:2006
- Campeonato Paulista:2006
- Campeão da Divisão Norte:2007  e 2008
- Campeão da Conferência Estadual:2007
- Campeão da Divisão Norte:2008

## Rugby
Mascunino
- Campeão II Copa Itaú: 1982
- Torneio Internacional de La Cachilla (URU): 1981

## Boxe
Masculino
- Torneio dos Novos da FPP: 1956 e 1957
- Campeonato popular de Boxe da Gazeta Desportiva: 1958 e 1959
- Copa Lisoboxe: 2013,2014 e 2015
- Copa Luvas de Ouro: 2015
- Campeonato Paulista: 2015

## Tênis
Masculino
- Torneio Villa do Tennis - 2016
- Campeonato Estadual – categoria 18M masculino A: 2015
- Campeonato Estadual – 3ª classe masculina de 13 a 34 anos: 2015
- Campeonato Estadual - categoria EMDI-masculino duplas: 2015
- Campeonato Estadual – categoria 45/49 Masculino A: 2015
- Campeonato Estadual – categoria 19/34 masculino A: 2015
- Campeonato Estadual – categoria 3ª classe masculino até 34 anos – duplas: 2014
- Campeonato Estadual – categoria 34 A masculino: 2011
- Campeonato Estadual – categoria 34 B masculino:2010
- Campeonato Estadual – categoria 1ª classe duplas masculino até 34 anos: 2010
- Campeonato Estadual – categoria Especial masculino: 2009
- Campeonato Estadual – categoria 5ª classe duplas masculino acima de 35 anos: 2009
- Campeonato Estadual – categoria 18 B masculino: 2008
- Campeonato Estadual – categoria 3º classe masculino: 1975
- Campeonato Estadual – categoria Principiante masculino: 1972, 1975 e 1989
- Campeonato Estadual – categoria 5º classe masculino: 1974

Feminino
- Campeonato Estadual – categoria 13/34 feminino: 2015
- Torneio Masters de Classes - categoria PF1: 2015
- Campeonato Estadual – categoria 3ª classe 4F3 feminino: 2015
- Campeonato Estadual – categoria 34 feminino: 1998
- Campeonato Estadual – categoria 3º classe feminino: 1974
- Campeonato Estadual – categoria Principiante feminino: 1972